# École nationale d'ingénieurs de Tarbes
Pour les articles homonymes, voir ENIT et ENI.
L’école nationale d’ingénieurs de Tarbes (ENIT) est l'une des 204 écoles d'ingénieurs françaises accréditées au 1er septembre 2020 à délivrer un diplôme d'ingénieur.
Historiquement, l'ENIT est l'une des quatre écoles nationales d’ingénieurs (groupe ENI), des écoles d'ingénieurs publiques à cycle préparatoire intégré. En novembre 2023, elle est intégrée comme école interne à l'université de technologie Tarbes Occitanie Pyrénées (UTTOP) aux côtés de l'IUT de Tarbes,. 
L'école est située à Tarbes, dans le département des Hautes-Pyrénées, en région Occitanie, en France.

## Histoire

### Histoire de l'ENIT

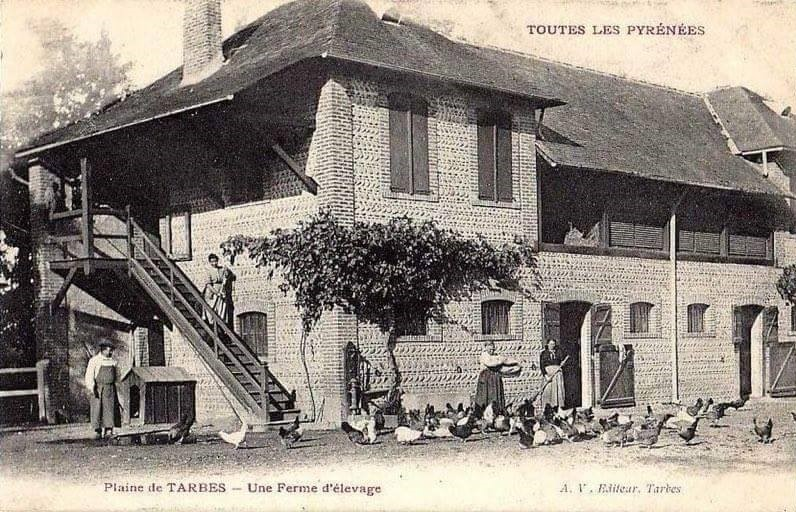
Ancienne ferme d'élevage (années 1900), aujourd'hui maison des étudiants de l'école. La façade du bâtiment est restée quasiment inchangée.

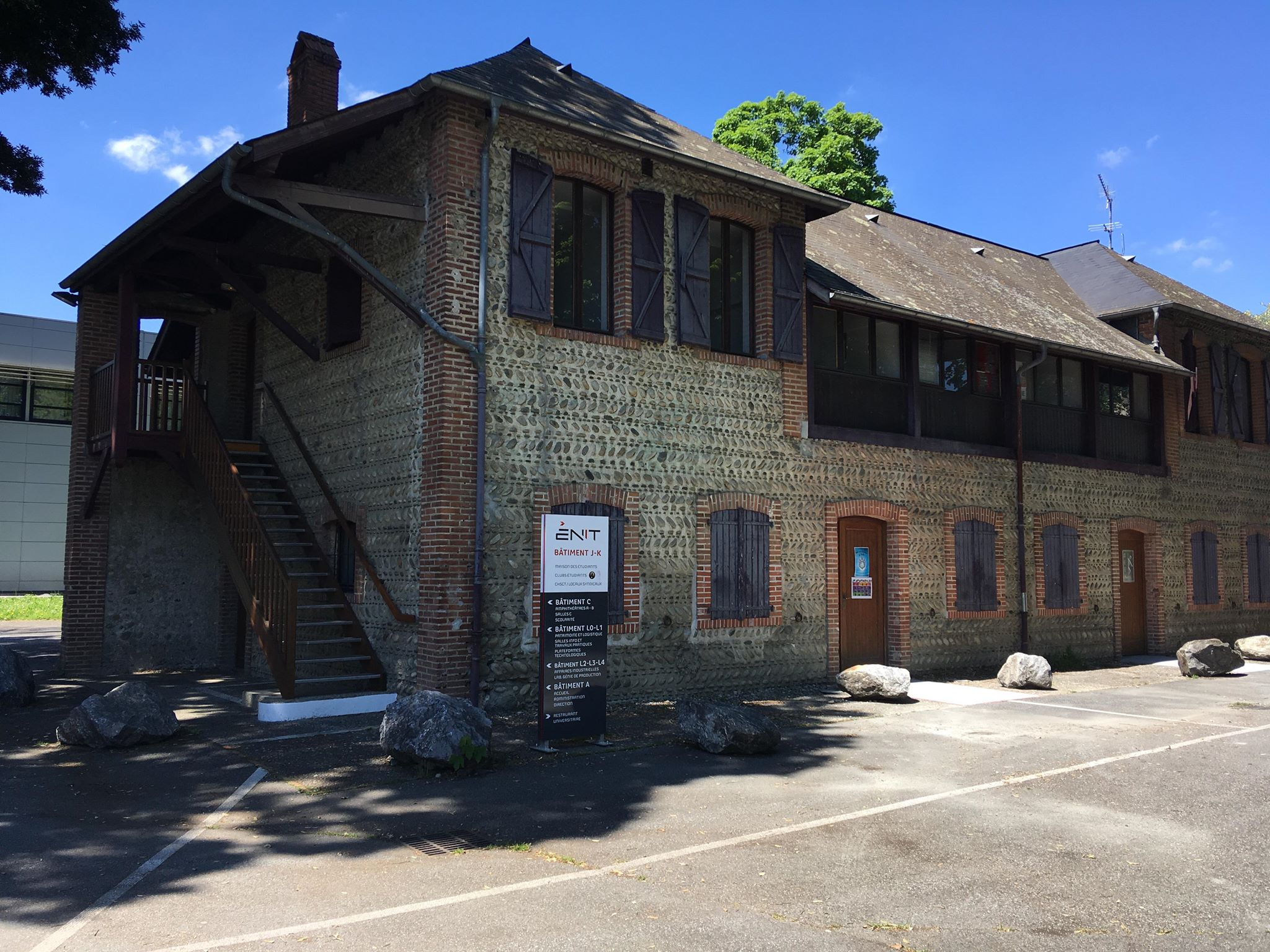
La maison des étudiants en 2019.

L'histoire des écoles nationales d'ingénieurs remonte aux années 1950. La France connait à cette époque une pénurie d'ingénieurs techniques, leur secteur étant peu porteur. La direction de l'enseignement technique propose alors la création de trois nouveaux centres pour l'école nationale supérieure d'Arts et Métiers. Cependant la société des ingénieurs Arts et Métiers ne souhaite pas se plier aux besoins de l'industrie, désirant entretenir un certain manque de Gadzarts qui les rendrait rares et chers. Un seul nouveau centre est créé, celui de Bordeaux-Talence en 1963 . Néanmoins pour répondre à la demande, on crée deux nouveaux types d’écoles d'ingénieurs publiques, en quatre ans après le baccalauréat, à l’instar des Fachhochschulen germaniques : les écoles nationales d'ingénieurs (ENI) et les instituts nationaux des sciences appliquées (INSA) .
Dans ce contexte, l'école nationale d'ingénieurs de Tarbes voit le jour sur les terres d'une ancienne ferme du sud ouest de la ville, durant l'été 1963 , soit deux ans après ses sœurs de Brest, Metz, Saint-Étienne, et un an après celle de Belfort. Ces écoles sont le fruit de deux volontés conjointes :  celle de l’État, qui veut déconcentrer et structurer l’enseignement technique supérieur, et celle de l’industrie qui, dans un contexte de forte expansion économique, redoute une pénurie d’ingénieurs ,.
Du fait de sa création tardive dans l'année, aucun élève n'a pu postuler pour intégrer cette école. Il est alors décidé que les bacheliers, classés au concours ENI et habitant en dessous de la ligne Poitiers-Limoges-Perpignan, soient envoyés à l'ENI de Tarbes. Ainsi, 35 noms sont retenus pour former la première promotion de l'ENIT baptisée « Lazare Carnot ». Seulement 31 acceptent l'offre . Mais en septembre 1963, les travaux ayant pris plus de temps que prévu, l'école est inachevée et la rentrée est alors reportée à mi-octobre . La cité universitaire qui devait accueillir les élèves, ne sera quant à elle, prête qu'en 1965 . En 1967, la première promotion « Lazare Carnot » reçoit son diplôme d'ingénieur ENIT.
En 1976, l'ENI de Tarbes reçoit son habilitation à délivrer le diplôme d'ingénieur par voie de formation continue . Puis en 1980, l'école intègre la recherche dans ses missions. Cinq ans plus tard en 1985, la durée des études à l'ENIT passe à cinq ans au lieu de quatre, à la suite de la massification simultanée des diplômes universitaires de technologie (DUT) et des brevets de technicien supérieur (BTS) ,.
En 1989, le laboratoire de recherche de l'école voit le jour, sous le nom de laboratoire génie de production (LGP) de l'ENIT . Reconnu comme équipe d'accueil (EA n°1905) depuis 1995, il s'agit d'un laboratoire pluridisciplinaire dont les travaux s'inscrivent dans le thème général de la conception intégrée.
En 2000, l'ENIT prend le statut d'établissement public à caractère administratif (EPA) à la suite d'un décret portant sur l'organisation des écoles nationales d'ingénieurs . En 2002, l'école se rattache à l'institut national polytechnique de Toulouse (Toulouse INP) .
En 2007, l'école délivre pour la première fois le diplôme européen qui permet notamment : une reconnaissance du diplôme, une validation des compétences et des enseignements avec les autres pays d'Europe. L'année suivante en 2008, l'école met en place le diplôme ingénieur ENIT par apprentissage.
L'ENIT devient école associée à Toulouse INP à la suite de la loi relative à l'enseignement supérieur et à la recherche du 22 juillet 2013 dans le cadre de la convention d’association signée en décembre 2015 avec mise en commun de certaines compétences . Depuis le 1er janvier 2014, l’ENIT est partie prenante de la communauté d'universités et établissements (COMUE) université fédérale de Toulouse-Midi-Pyrénées (UFTMP). Elle y est représentée par son établissement de rattachement, l’institut national polytechnique de Toulouse, dont elle a le statut d’associé renforcé. Elle participe également au développement du pôle universitaire tarbais dans le cadre du centre universitaire Tarbes Pyrénées (CUTP) . Pour le recrutement de 2015, l'ENI de Tarbes intègre le groupe Geipi Polytech et adopte ainsi son concours pour les admissions de ses premières années .
En 2016, l'ENIT obtient le statut d'associé renforcé à la COMUE université fédérale de Toulouse-Midi-Pyrénées, dont les statuts viennent d'être revus .
En 2021, des projets de rapprochement de l'ENIT et de l'IUT de Tarbes pour créer une université de technologie débutent. Il est question de renforcer les liens entre les deux établissements sur le campus tarbais, mais également d'accroître leur rayonnement d'un point de vue national et international .
En novembre 2023, l'ENIT quitte Toulouse INP et est intégrée comme école interne à l'université de technologie Tarbes Occitanie Pyrénées (UTTOP) avec l'IUT de Tarbes, qui a de son côté quitté l'université Toulouse-III-Paul-Sabatier. Son statut initial de composante interne est fixé en juillet 2024 après son abrogation en novembre 2023 lors de la création de l'UTTOP ,. En tant que composante interne, l'ENIT continue de délivrer le diplôme d'ingénieur ENIT, ainsi qu'un bachelor CTI en sciences et technologies dès la rentrée 2024 . De son côté, l'UTTOP devient la 4e université de technologie aux côtés de l'UTBM, l'UTT et l'UTC . 

#### Directeurs de l'ENIT
- 1963 - 1972 : Marcel Brocheriou [10]
- 1972 - 2000 : Bernard Mugniery [25]
- 2000 - 2007 : Germain Lacoste [26]
- 2007 - 2010 : Jacques-Alain Petit [27]
- 2010 - 2016 : Talal Masri [28]
- 2016 - 2024 : Jean-Yves Fourquet[29]
- 2024- 2025 : Joël Alexis

#### Identité visuelle

Le logo de l'ENIT avant 2000.
Le logo de l'ENIT de 2000 à 2017.
Le logo de l'INP-ENIT de 2002 à 2017.
Le logo de l'INP-ENIT de 2017 à 2023.
Autre logo de l'ENIT depuis 2017.
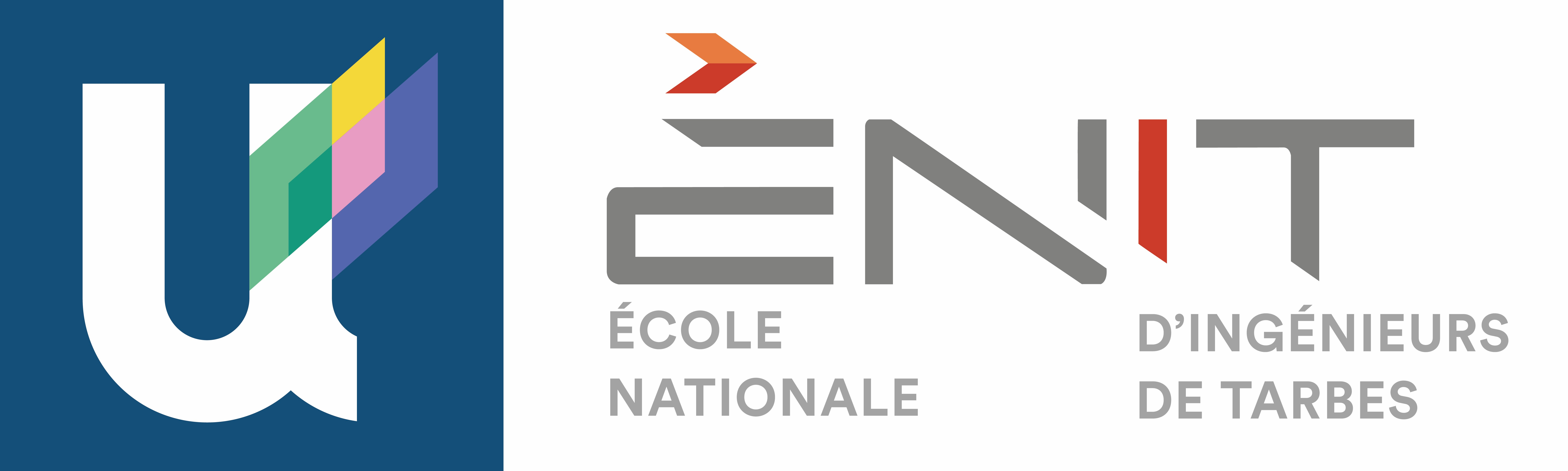
Logo de l'ENIT depuis 2024

## Localisation
Depuis sa création, l'ENIT est située dans le quartier de Solazur au sud-ouest de Tarbes (canton de Tarbes 3) où elle occupe une surface bâtie de 21 419 m². Un autre bâtiment de 2 860 m², hébergeant la Plateforme PRIMES dont l’ENIT est propriétaire, est quant à lui situé dans le quartier Arsenal. Elle constitue le centre universitaire Tarbes-Pyrénées aux côtés de divers établissements d'enseignement supérieurs tarbais dont l'IUT de Tarbes, les antennes tarbaises de l'INSPÉ Toulouse-Midi-Pyrénées et de l'observatoire Midi-Pyrénées, l'EGC Tarbes, le STAPS de l'UPPA, l'IFMS, etc . L'école est dotée d'un total de dix-neuf bâtiments , dont : cinq amphithéâtres (le plus grand amphithéâtre a une capacité de 166 places), deux bâtiments de cours, une bibliothèque universitaire (comportant 16 000 ouvrages papiers), un laboratoire de langues, un atelier pour les travaux pratiques, un laboratoire de recherche : le laboratoire génie de production, ainsi que huit plates-formes de transfert de technologie ,,. Sur l'ensemble du campus, on trouve également une deuxième bibliothèque universitaire (IUT), plusieurs antennes de laboratoires de recherche — Institut Clément Ader notamment  —, une cité universitaire, un restaurant universitaire et deux cafétérias universitaires gérés par le CROUS de Toulouse, ainsi que d'autres résidences étudiantes privées ou gérées par la ville ,.
Les élèves ont de plus accès à des infrastructures sportives intérieures, grâce au gymnase de l'école : salle de musculation, terrains de volley-ball, basket-ball, handball, futsal, et badminton, mur d'escalade, salle de gymnastique, etc.
L'ENIT et le centre universitaire sont desservis par les lignes de bus TLP Mobilités T2 (arrêt Université) et T3 (arrêt ENI). Ces lignes relient également le centre-ville et la gare ferroviaire .

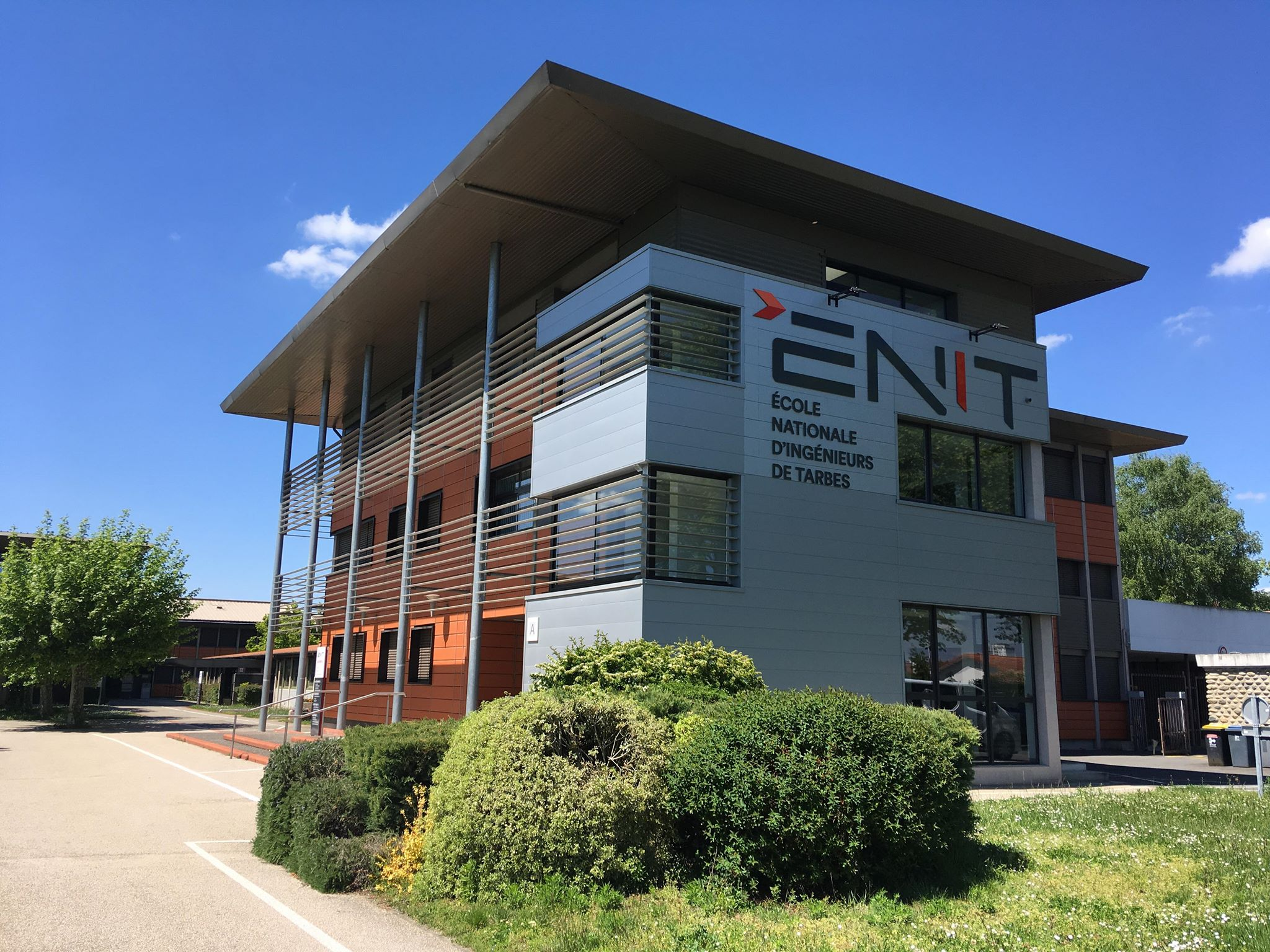
Façade du bâtiment A (administration)
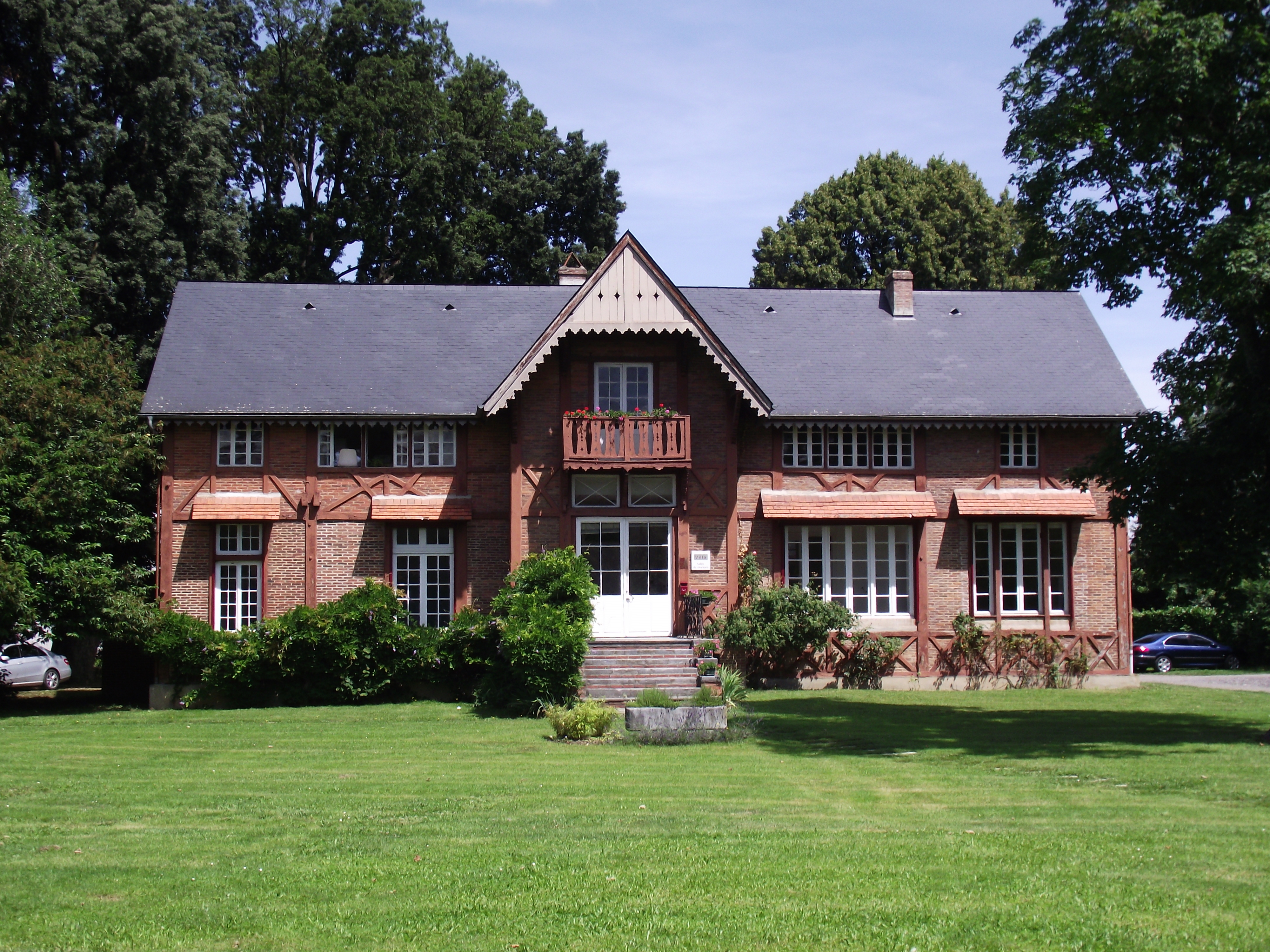
"Villa" de l'ENIT.
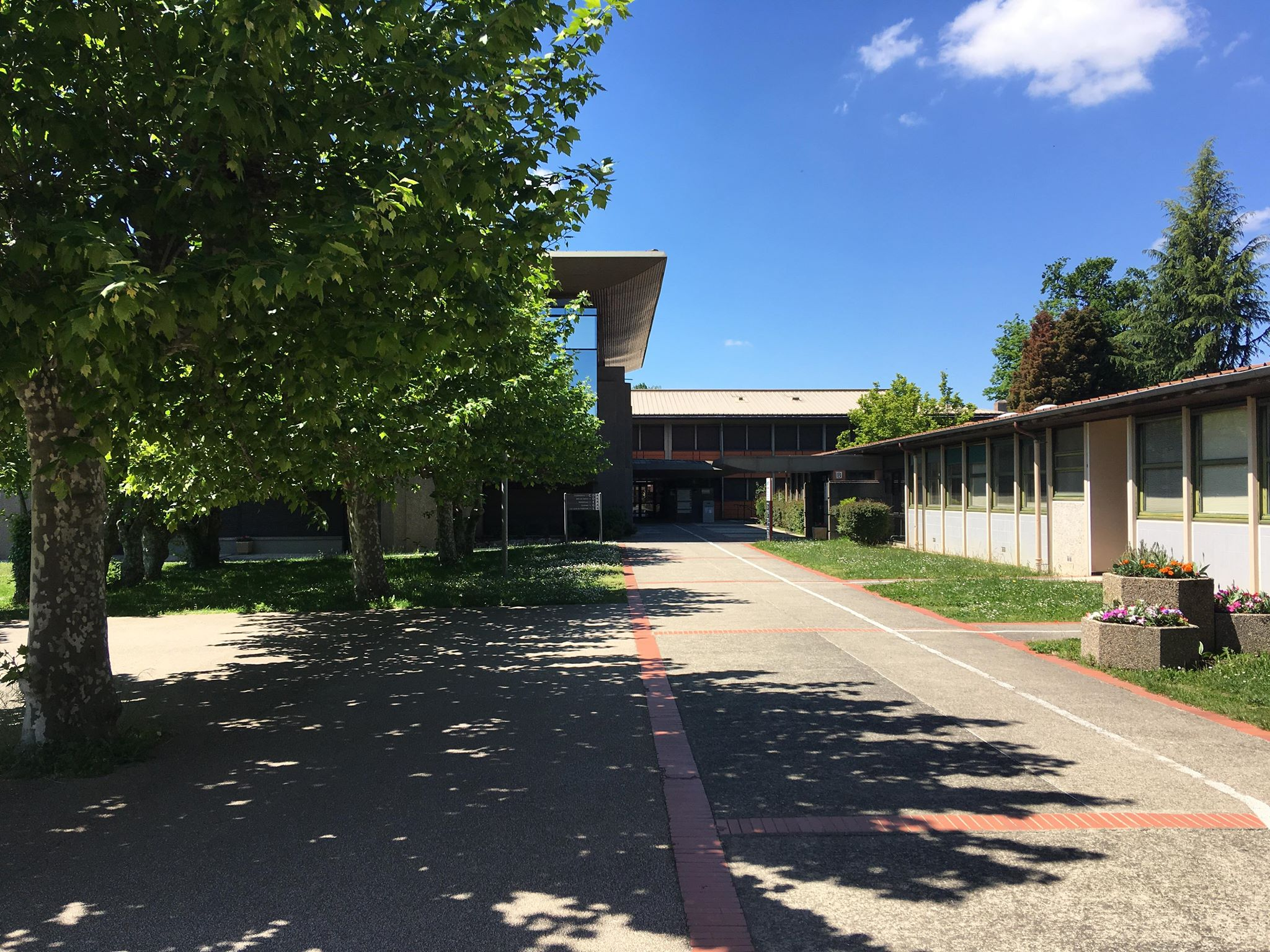
Allées de l'ENIT.
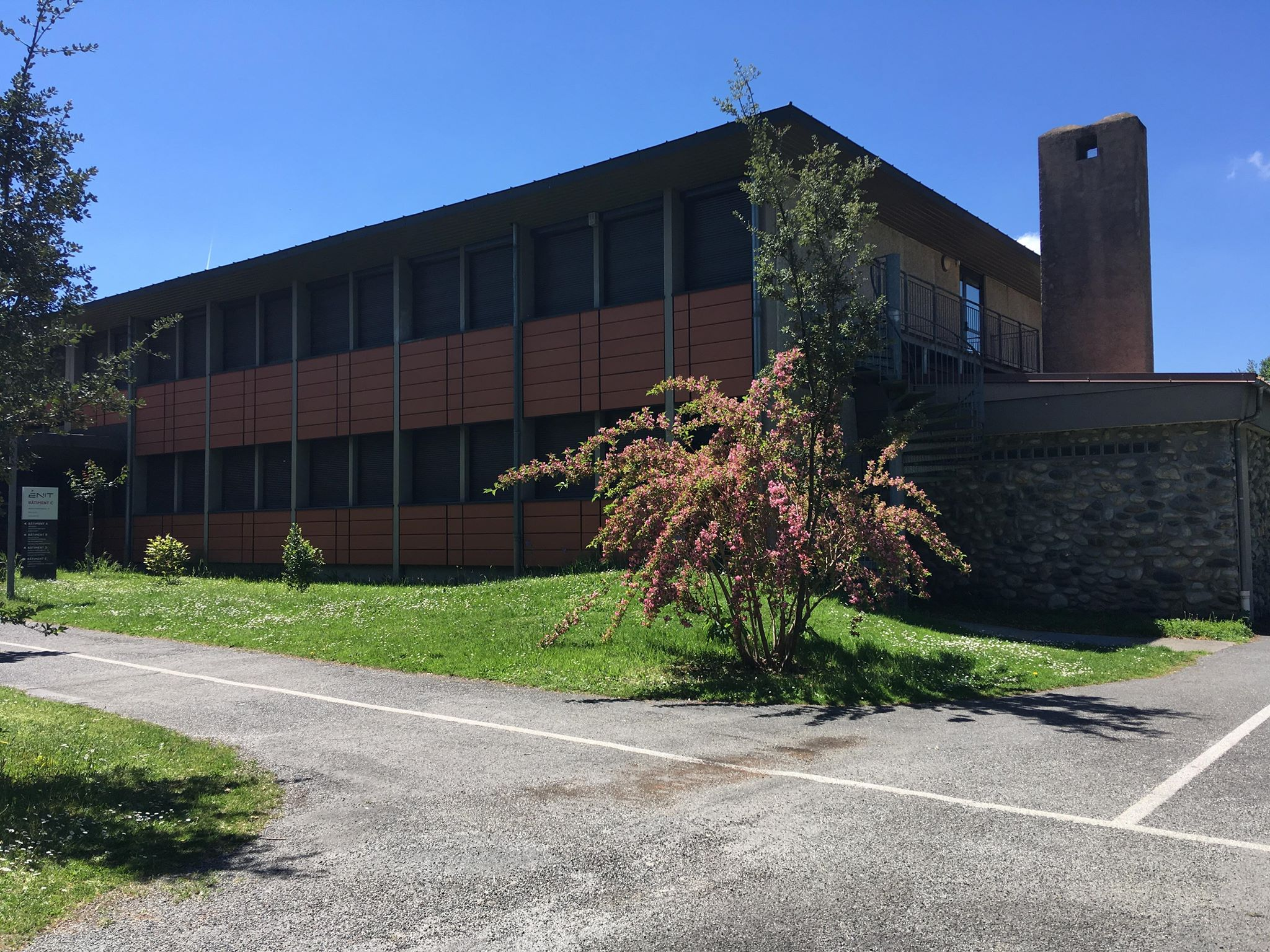
Avant du bâtiment de cours.
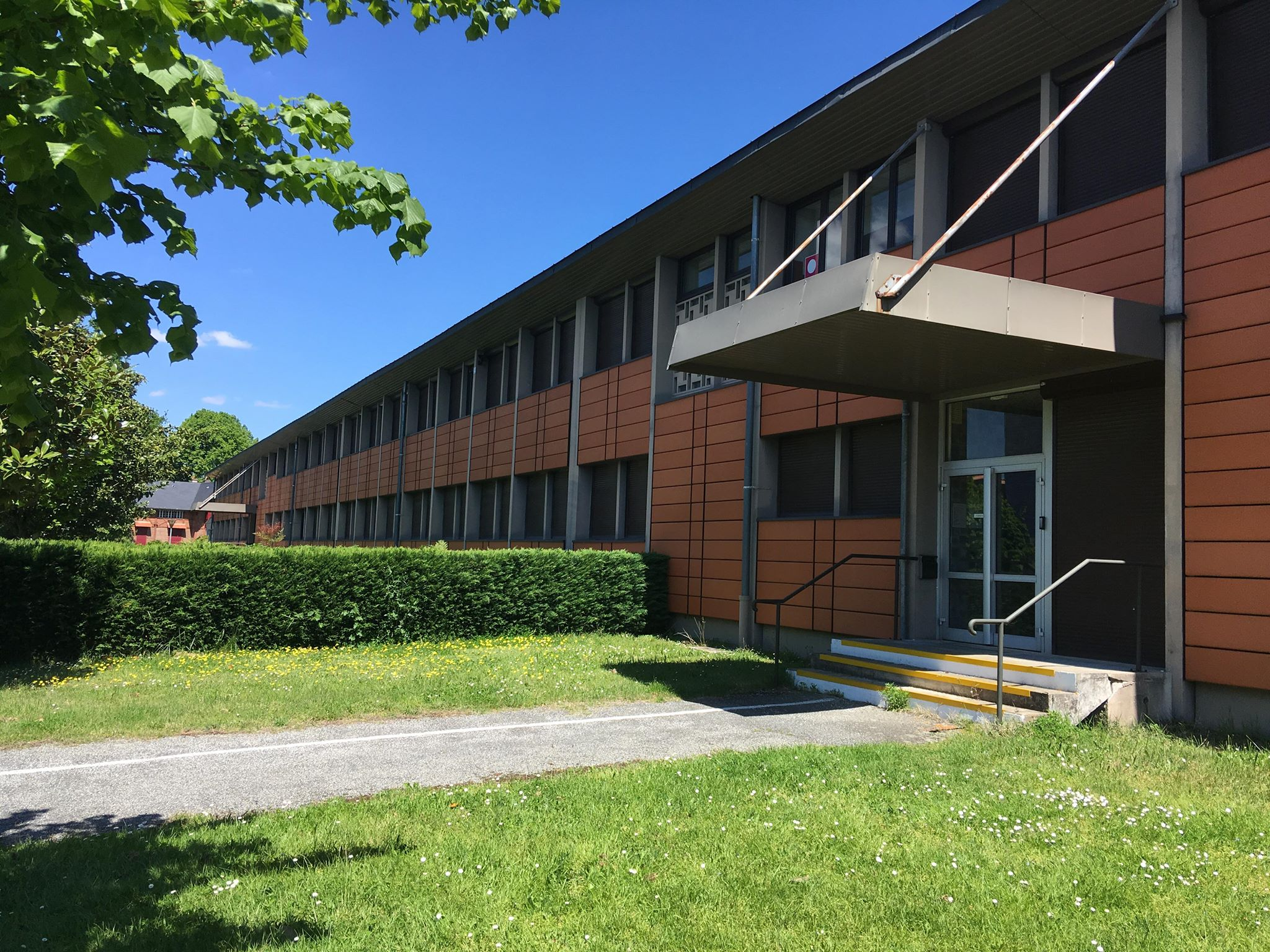
Arrière du bâtiment de cours.
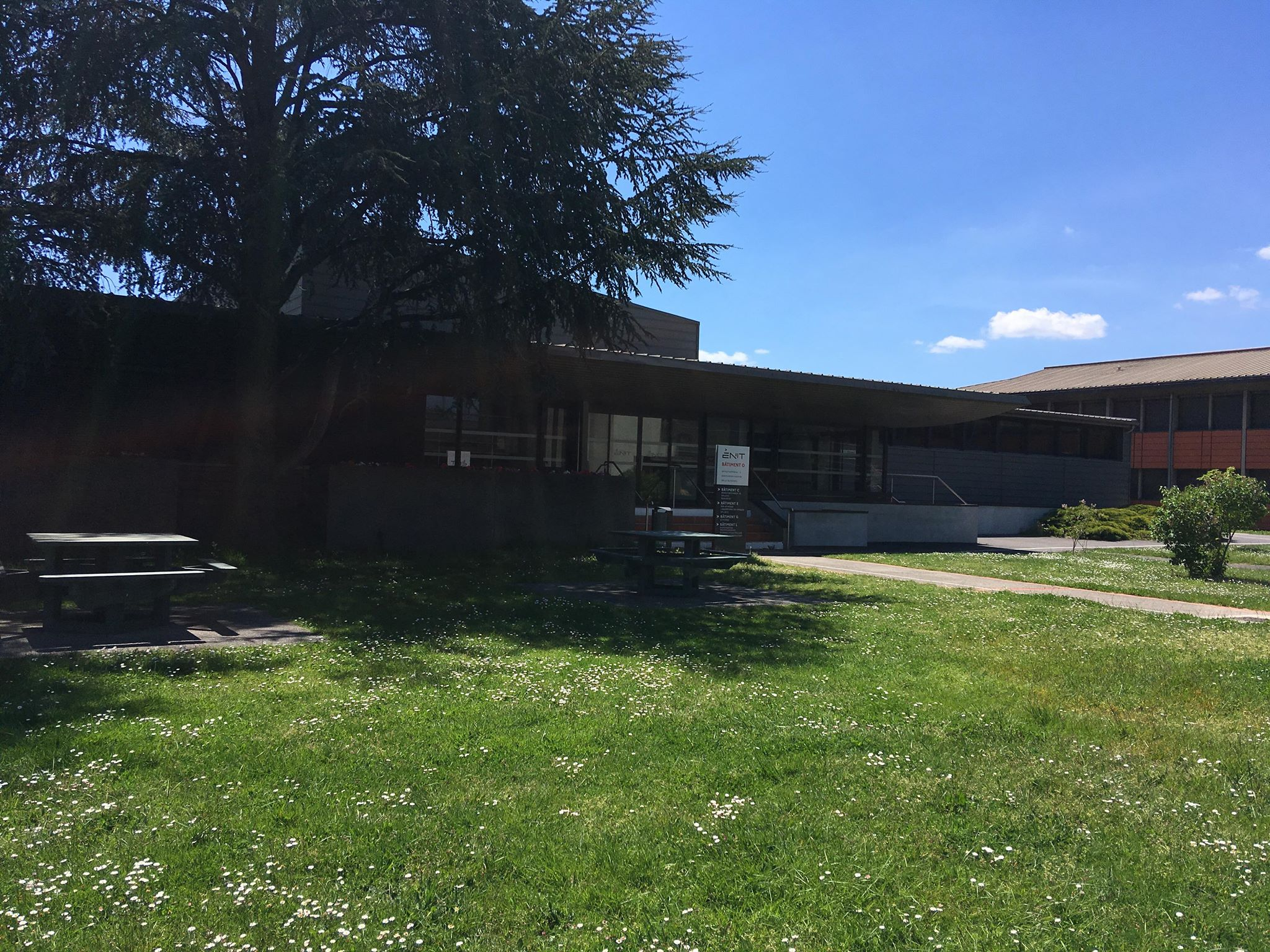
Avant du bâtiment des amphithéâtres.
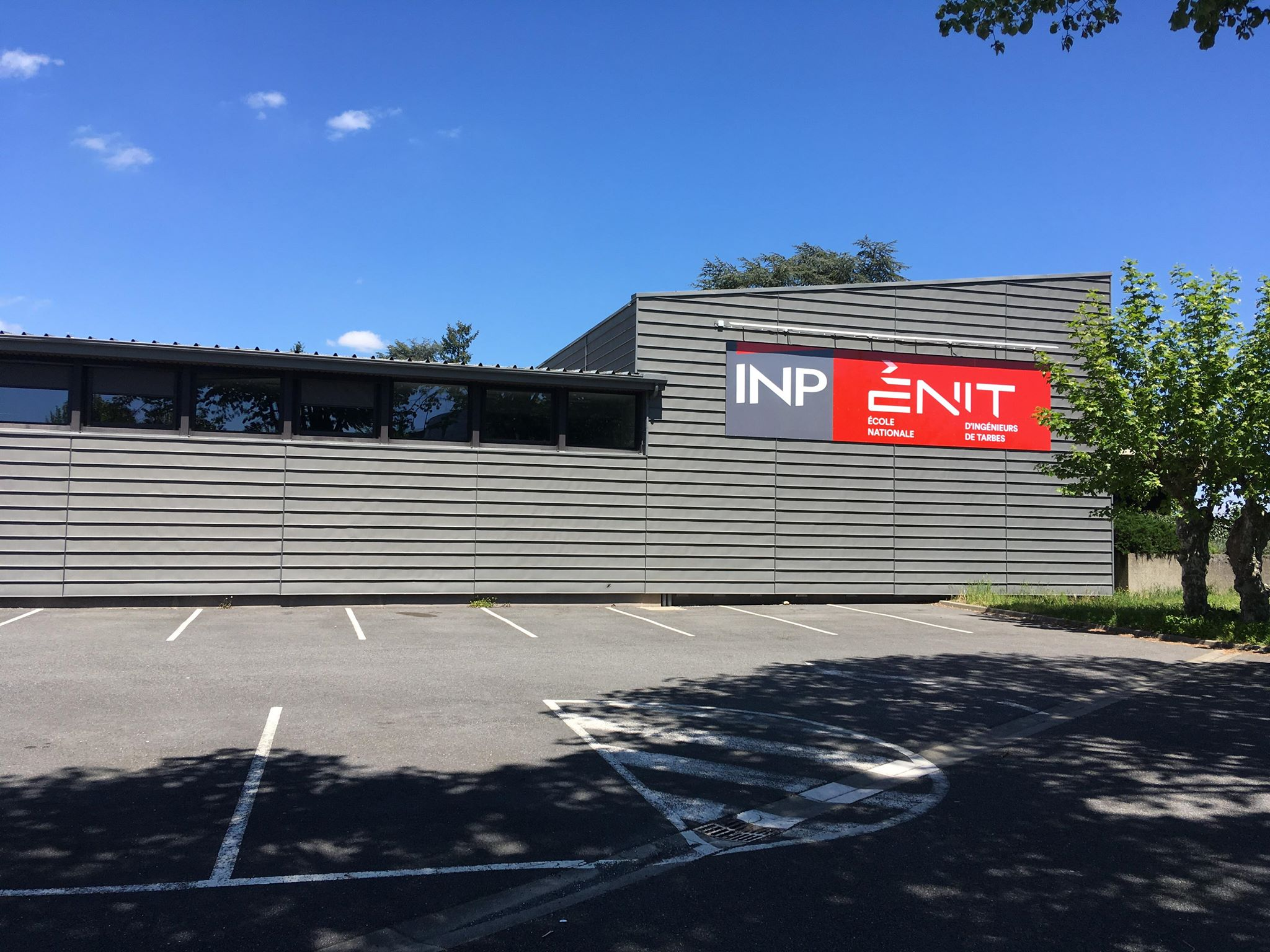
Arrière du bâtiment des amphithéâtres avec le logo INP-ENIT en version rouge.
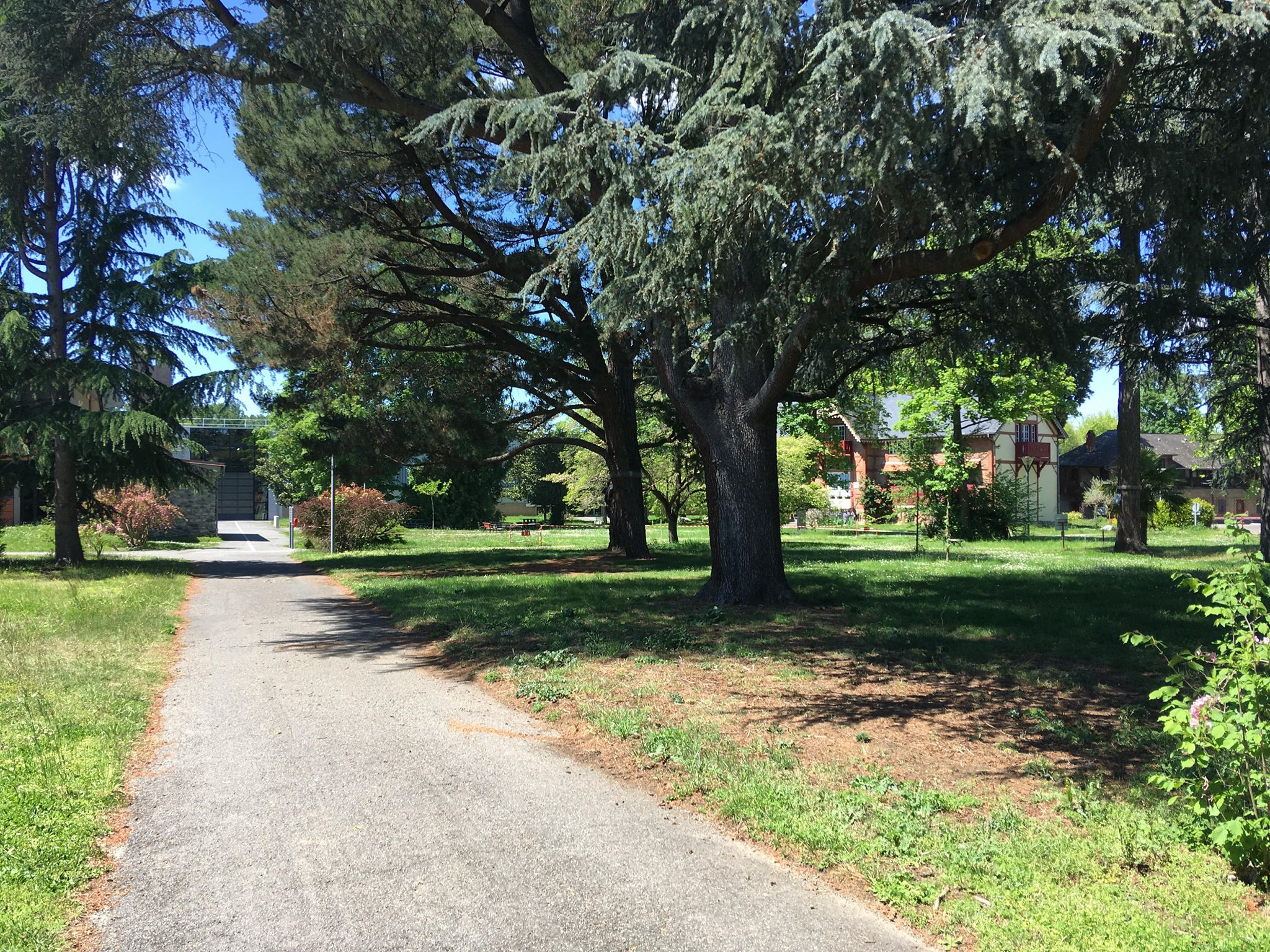
Jardin de l'ENIT.
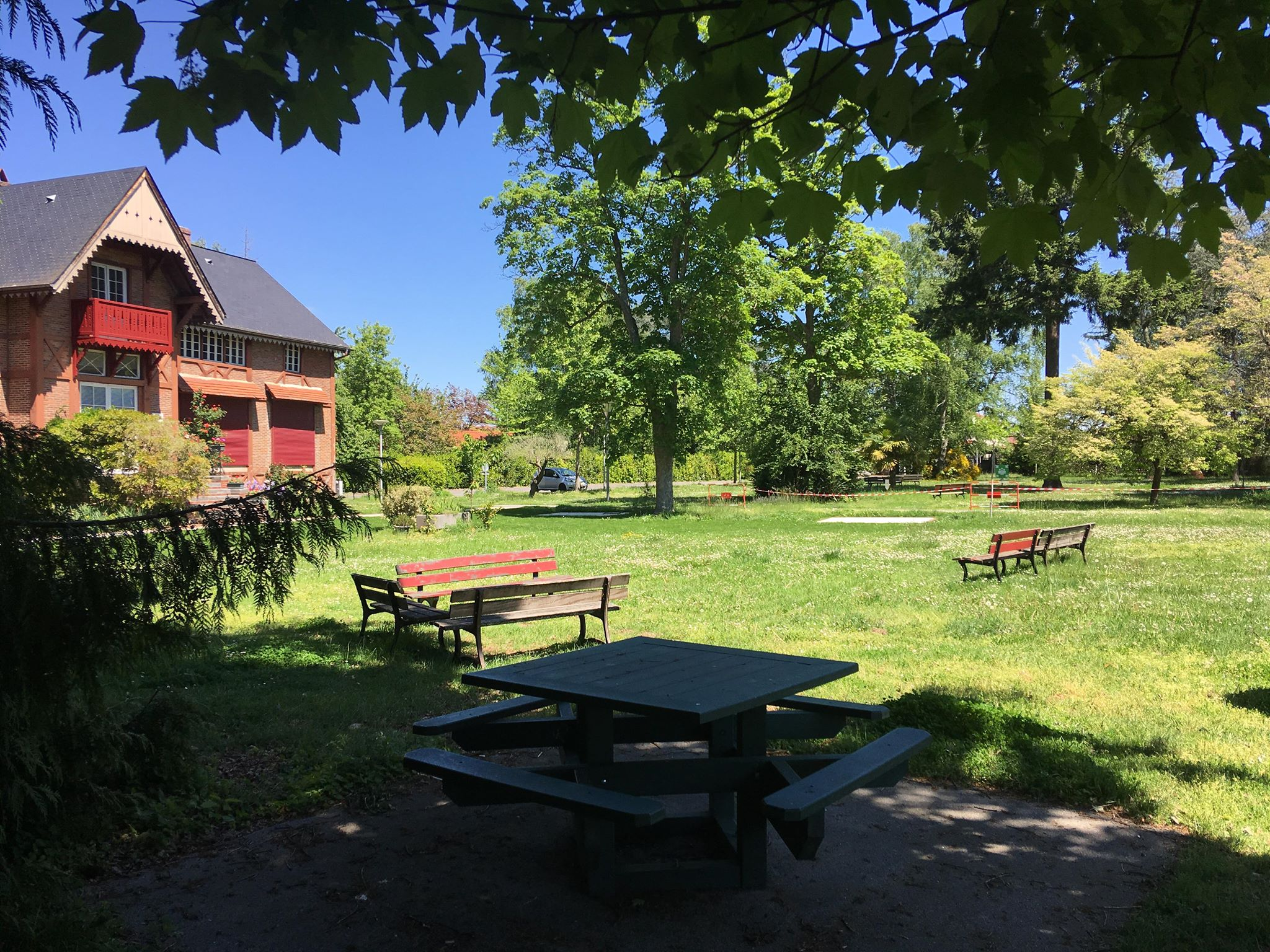
Jardin de l'ENIT avec la villa à gauche.
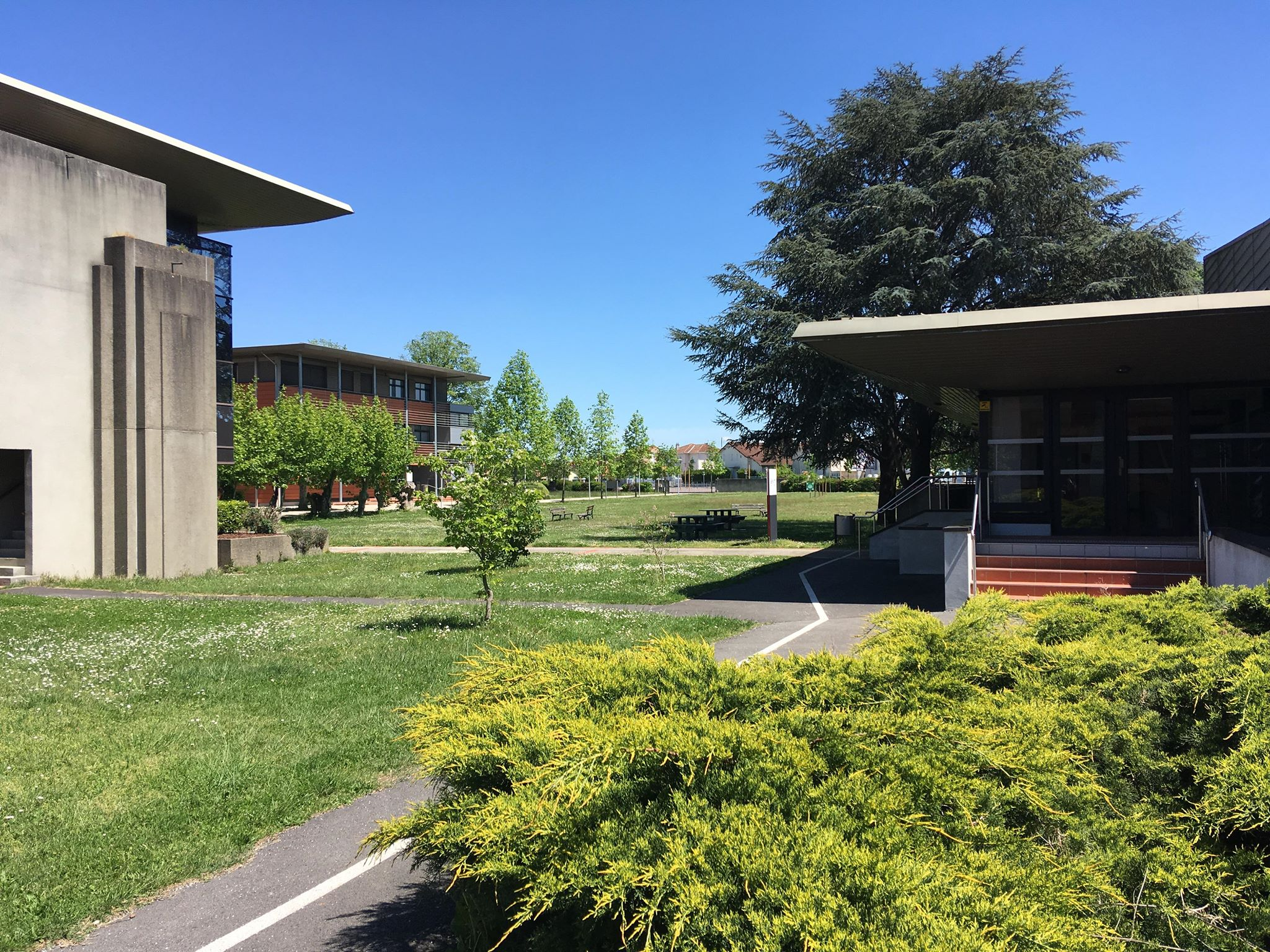
Jardin de l'ENIT.
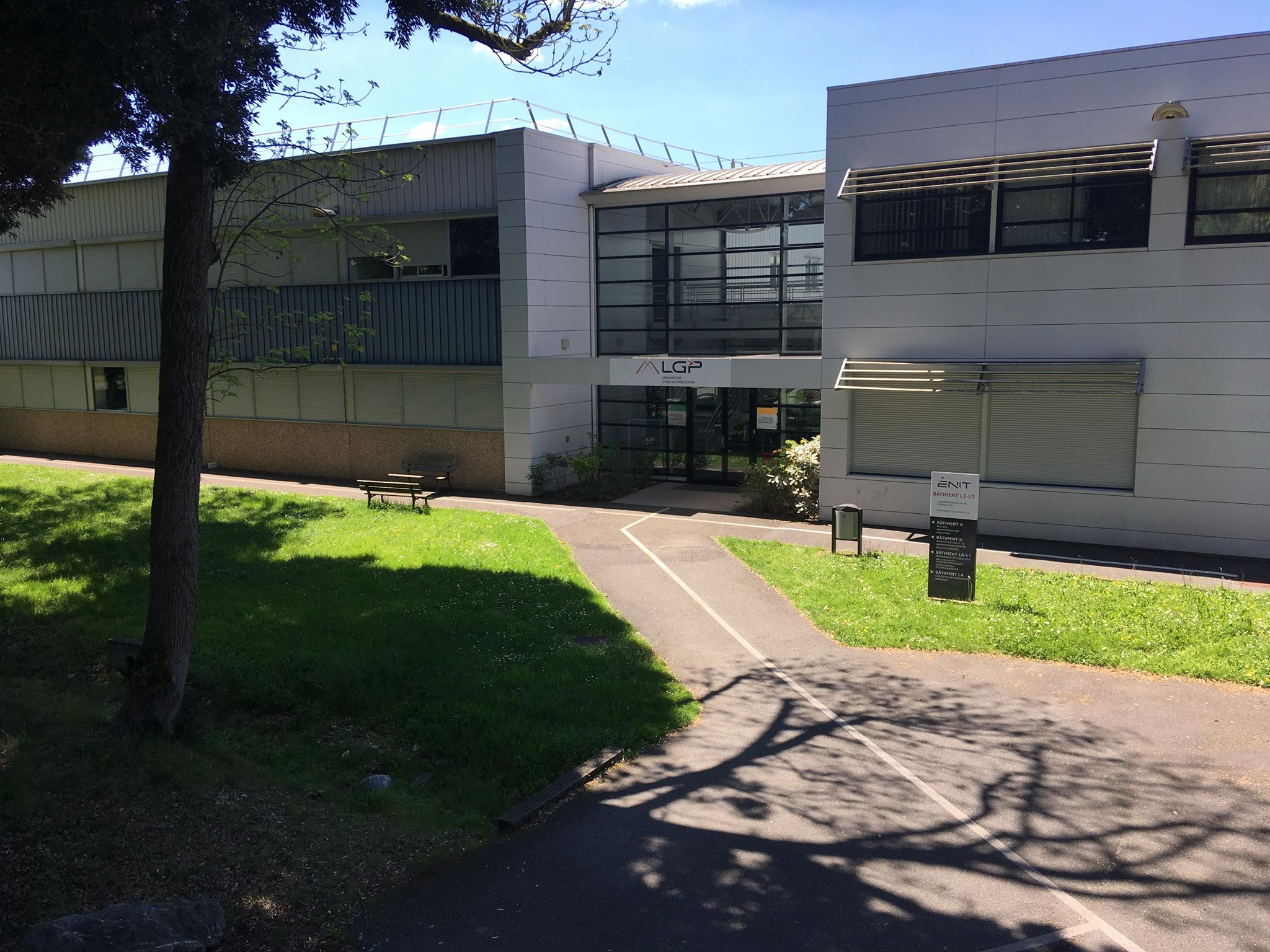
Façade du laboratoire génie de production.
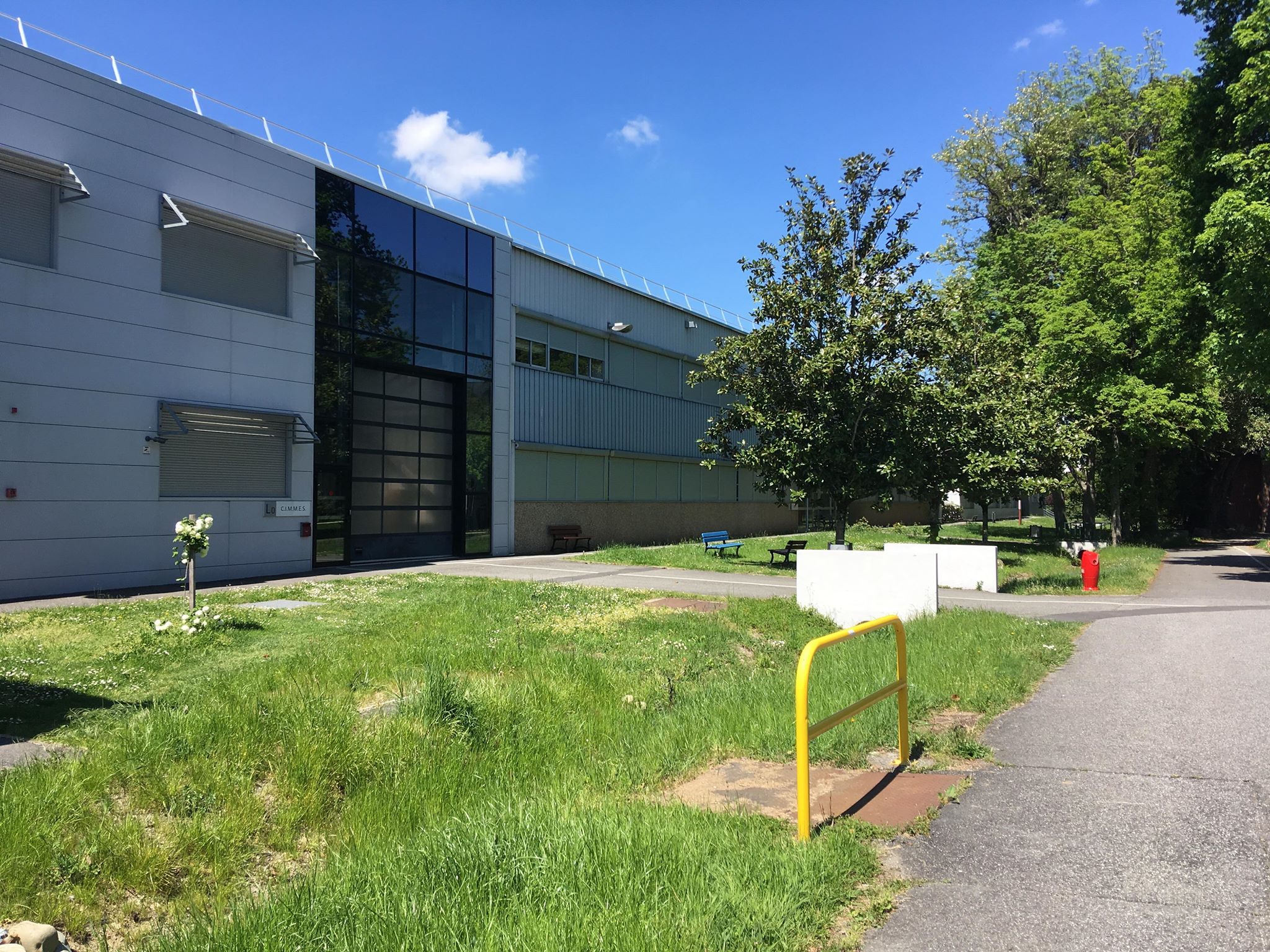
Entrée de la zone atelier du laboratoire.
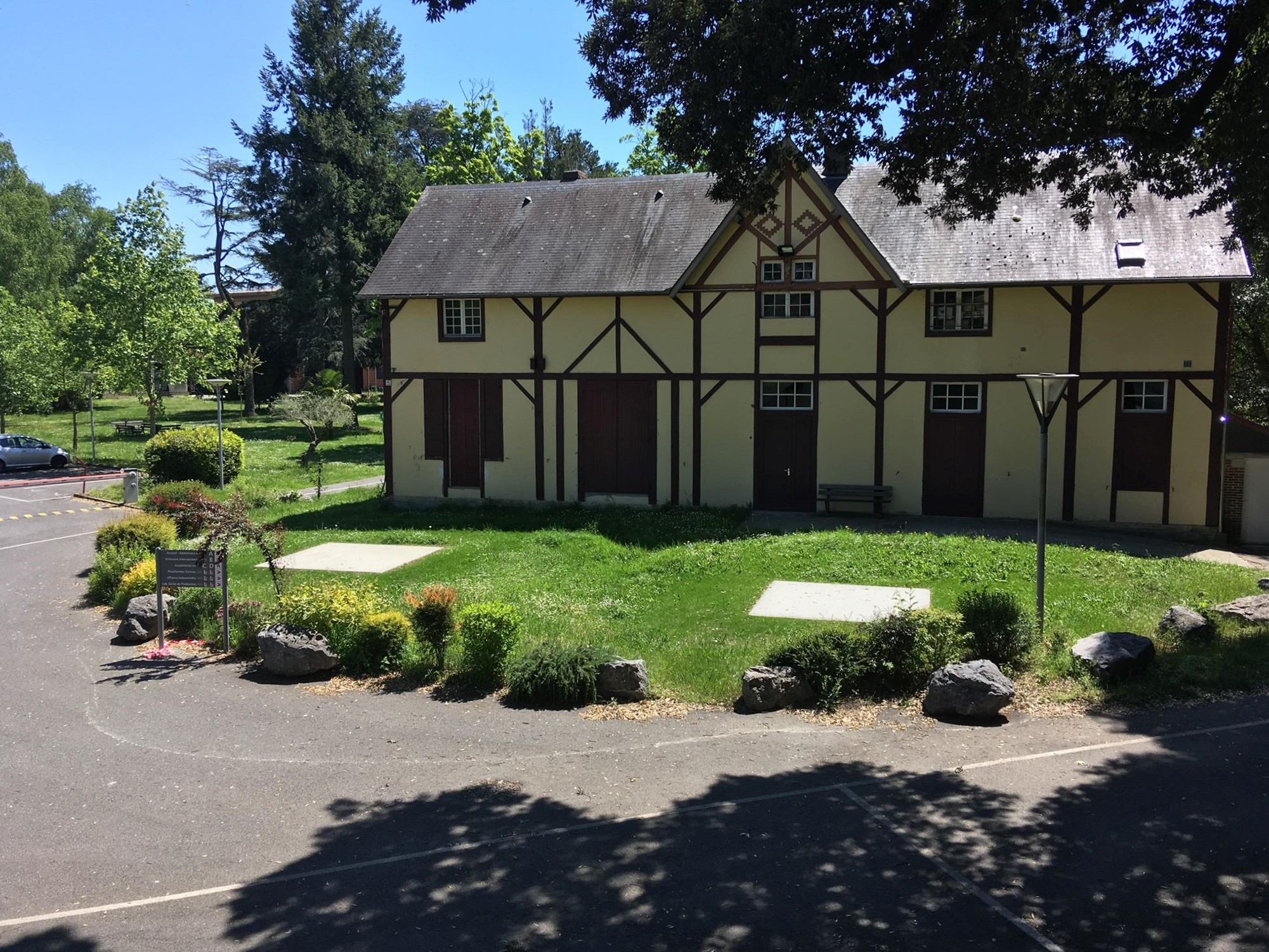
Arrière de la villa.
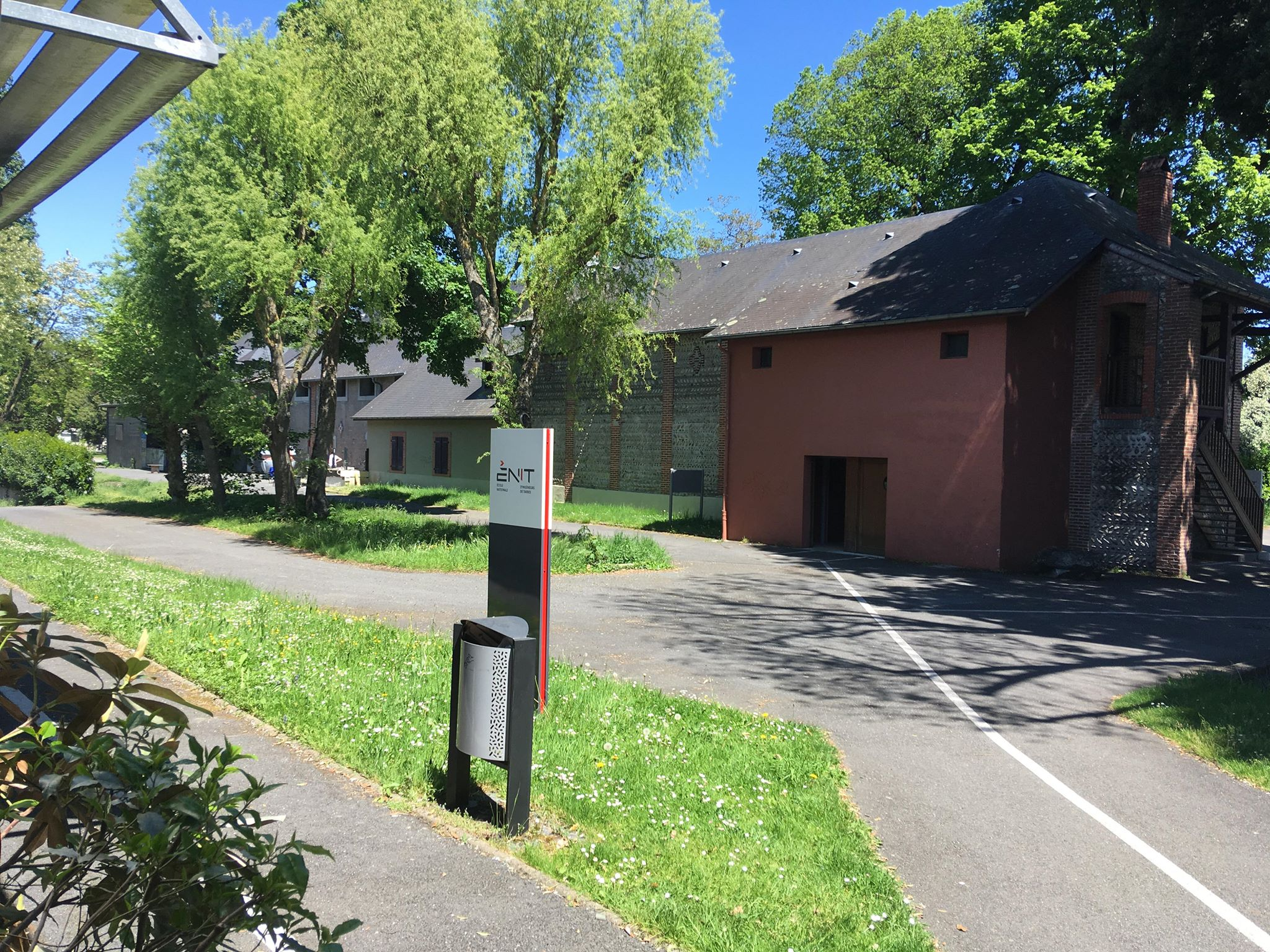
Arrière de la maison des étudiants et du foyer.
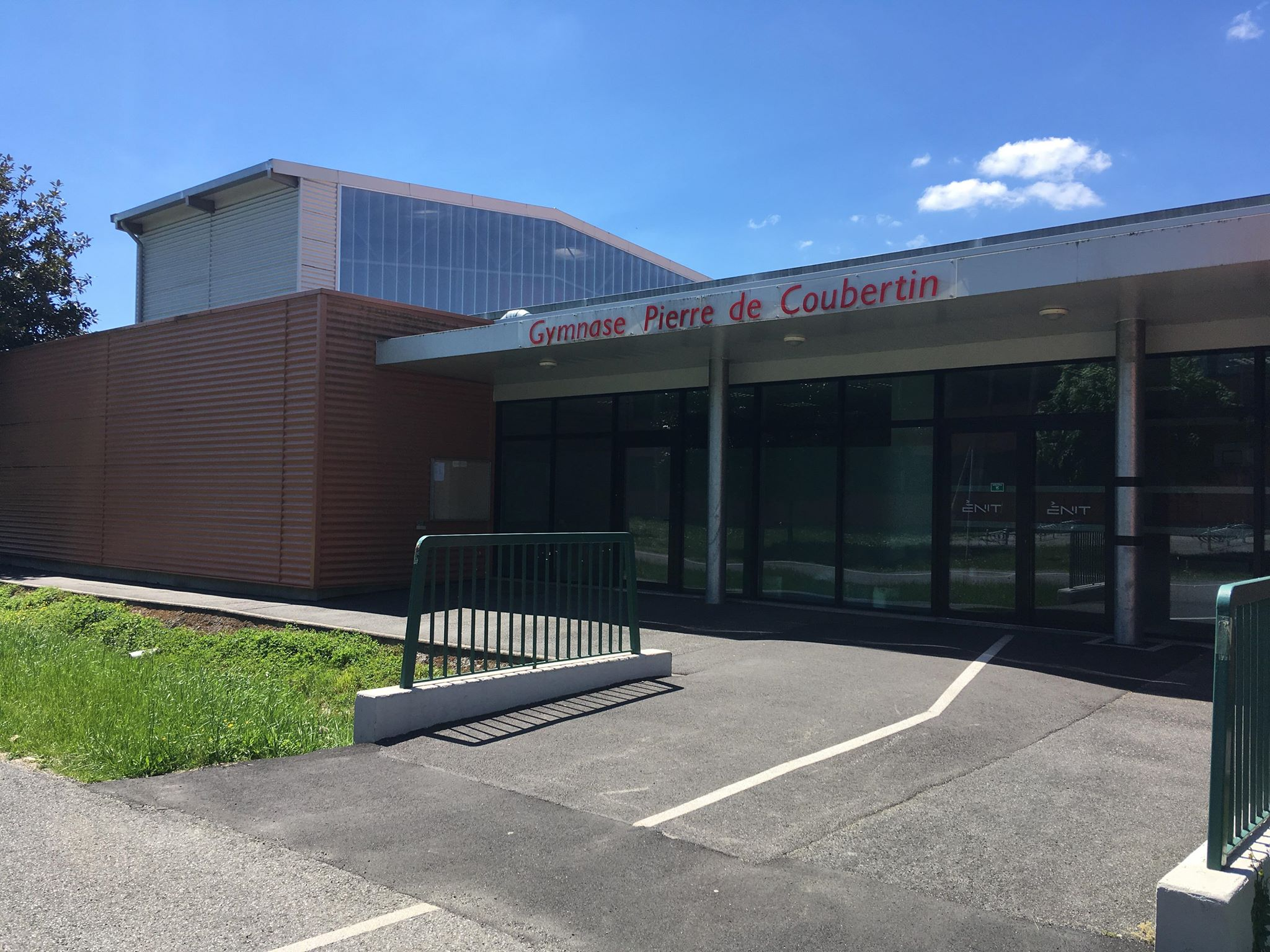
Gymnase de l'école.
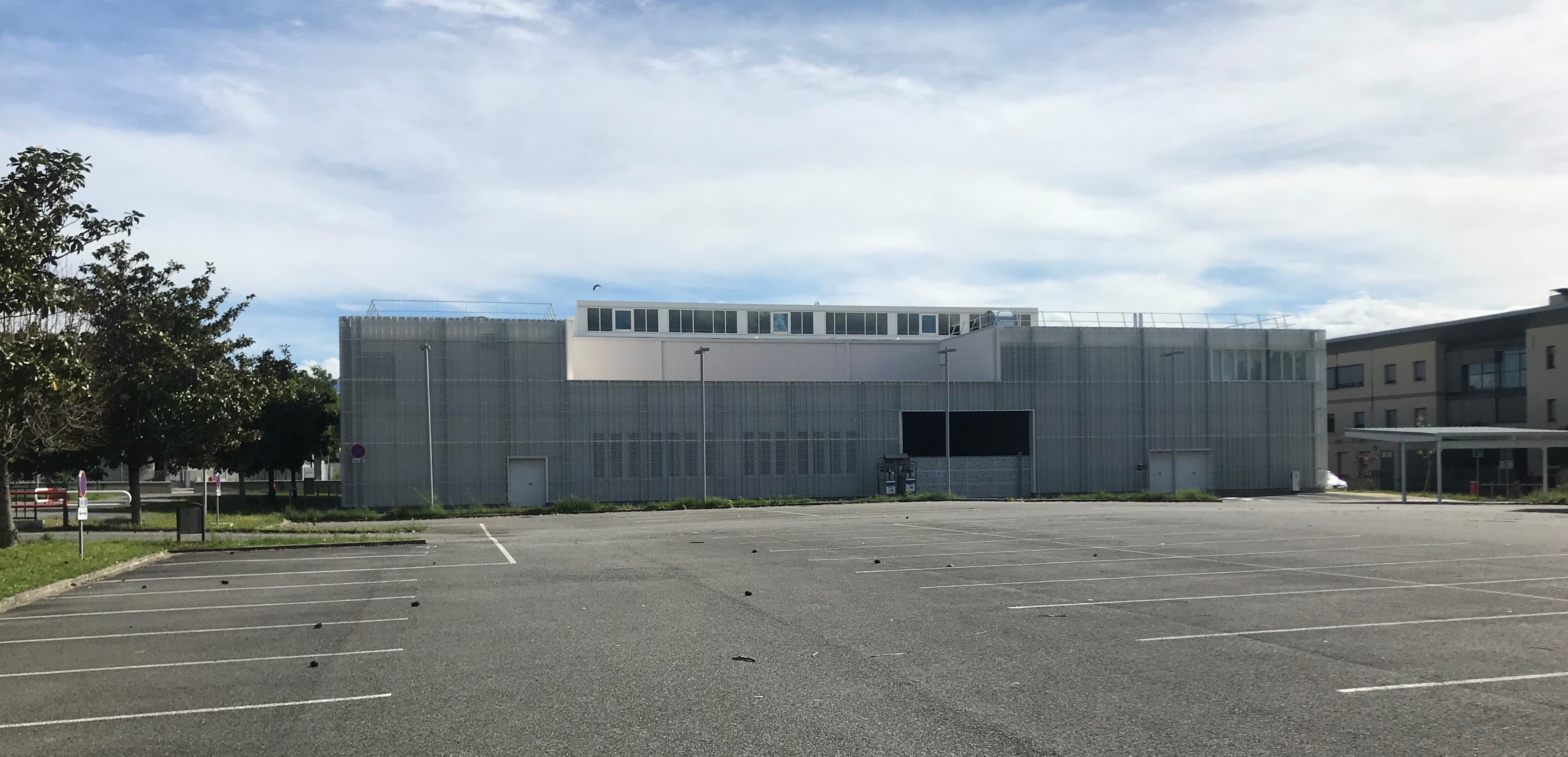
Façade du nouveau bâtiment du LGP : le centre de ressources et de transfert en composites innovants (CRTCI).

## Formations

### Diplôme d'ingénieur ENIT
L'ENIT forme des ingénieurs généralistes en génie mécanique et génie industriel capables de concevoir, de mettre en œuvre et de conduire des systèmes industriels et des équipements de production industriel, en synergie avec le réseau économique local, national et international ,.
Les domaines concernés par la formation sont le génie mécanique (calcul, modélisation et simulation), les matériaux (choix et caractérisation), la productique (gestion de la production et assurance qualité), la logistique (transfert et organisation), le bâtiment et travaux publics, les systèmes électroniques et mécatroniques (pilotage et contrôle des processus), et les systèmes d’information (génie logiciel et réseaux) .
Le cursus de formation initiale est organisé en dix semestres (cinq ans) après le bac ou six semestres (trois ans) après bac+2. Le diplôme d’ingénieur ENIT est habilité par la commission des titres d'ingénieur (CTI) : il est aux normes européennes et confère le grade de master (attribution de 300 crédits ECTS) ,. À la rentrée 2017, il y a 1001 étudiants en formation initiale sous statut d'étudiant, soit 88 % des étudiants ENIT . Les filles représentent environ 12 % des étudiants .
La formation à l'ENIT peut également se faire par alternance, sous statut d'apprenti à partir de bac+2, avec l'option génie mécanique ou l'option bâtiment et travaux publics . Les apprentis représentent près de 11 % des étudiants de l'école .
Par ailleurs, il est possible d'obtenir le diplôme d'ingénieur ENIT en formation continue. Cette voie d'obtention du diplôme concerne les salariés ayant un niveau minimum bac+2 et au moins trois ans d'expérience professionnelle. Ils intègrent l'ENIT en semestre 7 (4e année) sur dossier . En 2016, l'école totalisait 4 étudiants en formation diplômante .
Enfin, on peut aussi obtenir le diplôme d'ingénieur ENIT par valorisation des acquis de l'expérience (VAE). Il faut avoir un minimum niveau bac+2 et au moins cinq ans d'expérience en milieu industriel ; un jury constitué de professeur ENIT et de professionnel valident ou non l'expérience professionnelle de la personne . En 2016, 10 personnes passent le diplôme d'ingénieur ENIT par VAE, ce qui représente environ 0,01 % des étudiants .

#### Contenu de la formation
Les trois premières années se concentrent sur l'acquisition des connaissances fondamentales des sciences pour l'ingénieur. Ces cours représentent un tronc commun à tous les élèves et couvrent les domaines suivants : le génie mécanique, le génie industriel et les sciences de base (mathématiques, physique, thermodynamique, optique, électricité, électromagnétisme, chimie, etc) . Les enseignements des deux dernières années sont partagés entre le tronc commun et des cours d'options. Parallèlement à cet enseignement théorique, l'élève ingénieur ENIT reçoit un enseignement pratique qui représente environ 60 % de la formation : stages, projets, travaux pratiques. Tout ceci est complété par des enseignements sur les sciences humaines, économiques et juridiques ainsi que des cours de langues vivantes (LV1 anglais et LV2 espagnol, italien, portugais, allemand ou chinois) ,. En effet, l'étudiant ENIT doit justifier d'un niveau B2 minimum en anglais via le TOEIC (score : 785 points minimum), ou le TOEFL (score : 543 points minimum) pour obtenir son diplôme d'ingénieur . Il doit également effectuer un séjour à l'étranger d'un semestre minimum (semestre de cours, double-diplôme, european project semester, stage) .
Le cursus à l'ENIT est divisé en semestres. Lorsqu'un étudiant n'a pas des résultats suffisant, il redouble un semestre (et non une année entière). Il est possible de redoubler deux semestres maximum. Ainsi pour chaque promotion, il existe deux cursus : le cursus normal et le cursus décalé d'un semestre (aussi appelé étoilé « * »).

#### Options de4eannée(statut étudiant)
À partir du semestre 7 (4e année), il est possible de choisir entre les options suivantes  :
- Génie mécanique (GM) ;
- Génie industriel (GI) ;
- Bâtiment et travaux publics (BTP) ;
- Génie des matériaux de structures et des procédés (GMSP) ;
- Conception de systèmes intégrés (CSI) ;

#### Stages
L'ENIT propose un total de trois stages en entreprise  :
- Un stage de dix semaines de niveau technicien lors du semestre 3 (2e année) ;
- Un stage de vingt semaines de niveau assistant ingénieur lors du semestre 6 (3e année) ;
- Un projet de fin d'études (PFE) de vingt semaines de niveau ingénieur lors du semestre 10 (5e année) ;

Ces stages peuvent s'effectuer en France ou à l'étranger. Il est aussi possible de les réaliser en laboratoire de recherche.
Les étudiants de l'ENIT ont également la possibilité d'effectuer leur dernière année d'études en contrat de professionnalisation ce qui permet de passer 8 mois en entreprise . Pour chaque stage, un enseignant sera désigné comme tuteur pédagogique pour suivre l'élève durant son stage. Un tuteur entreprise accompagnera également l'élève au sein de l'entreprise.

#### Débouchés professionnels
L'ENIT diplôme près de 220 étudiants par an . Les débouchés de l'ingénieur ENIT en termes de secteurs d'activité sont variés. Les secteurs les plus plébiscités sont ceux de l'industrie : industrie des transports (aéronautique, automobile et ferroviaire), industrie des machines et de l'armement (fabrication, installation, etc), fabrication de produits métalliques (usinage, fabrication additive, etc). Ensuite, viennent le secteur construction, BTP et le secteur tertiaire avec les sociétés de conseil et de services. Enfin, une petite part des diplômés se retrouvent dans le secteur de l’énergie ou de l'agriculture. Les postes sont également variés puisque l'on observe des diplômés en production et exploitation principalement, mais aussi en recherche et développement ainsi qu'en études, en méthodes, en contrôles et maintenance, en achats et logistique, en expertise, en affaires, et en qualité, hygiène, sécurité, environnement ,.
En 2017, le salaire moyen des jeunes diplômés hors thèses atteint 33 500 € . Parmi les promotions sorties en 2016 et 2017, on comptabilise 17 % de diplômés travaillant à l'étranger. Une faible part de diplômés continuent leurs études : environ 5 % partent en doctorat tandis que 4 % effectuent une autre formation (master, mastère spécialisé, école de commerce, etc) .

### Bachelor
À partir de la rentrée 2024, l'ENIT propose le bachelor CTI «Sciences et Ingénierie Énergétique et Environnement  ». Il s'agit d'un diplôme d'établissement en trois ans accessible après le baccalauréat, réalisable sous statut d'étudiant et sous statut d'apprenti la 2ème et 3ème année. La formation s'articule autour des sciences de base, du génie énergétique, du génie électrique, du génie mécanique et du génie industriel. Elle s'intéresse notamment à l'éco-conception, à la gestion des énergies et à la transition énergétique.

### Masters
Deux masters sont proposés, en partenariat avec Toulouse INP et l'université Toulouse-III-Paul-Sabatier, aux étudiants de l'ENIT de semestre 9 (5e année) mais aussi aux étudiants externes d'écoles d'ingénieurs partenaires ou de niveau Master 1 , :
- Le master Génie mécanique : sciences pour la mécanique des matériaux et des structures (M2 SMMS) dont une partie des cours s'effectue à l'ISAE-SUPAERO [54],[55] ;
- Le master Matériaux : élaboration, caractérisation et traitements de surface multimatériaux (M2 MECTS), dont une partie des cours s'effectue à l'ENSIACET [56],[57] ;

Un master est également proposé par l'ENIT, en partenariat avec l'université de Pau et des pays de l'Adour (UPPA), aux étudiants de l'ENIT de semestre 9 (5e année) et aux étudiants de niveau Master 1   :
- Le master Computer sciences: Industry 4.0, dispensé en anglais [58],[59] ;

Ces masters 2 permettent de préparer un double diplôme ingénieur ENIT + master et peuvent ouvrir la voie de la préparation d'une thèse s'ils sont complétés d'un projet de fin d'études en recherche dans un laboratoire ou en entreprise.

## Admissions

### Cursus ingénieur

#### Admission en première année d’études
L'ENIT recrute la majeure partie de ses élèves après le baccalauréat : 168 personnes par an soit 57 % des admis . Ce recrutement se fait à partir du concours Geipi Polytech, ouvert jusqu'en 2020 aux bacheliers ou élèves issus de terminale S (toutes options) et STI2D. À la suite de la réforme du bac 2021, ce concours recrute des élèves issus de baccalauréat général ayant suivi un parcours scientifique. En première, ils doivent opter pour les spécialités mathématiques et physique-chimie, la troisième spécialité étant libre (scientifique ou non). En terminale, ils doivent choisir la spécialité mathématiques ainsi qu'une spécialité scientifique (physique-chimie, sciences de l'ingénieur, sciences de la vie et de la Terre, numérique et sciences informatiques, écologie) . La sélection via le concours Geipi Polytech se fait soit sur examen du dossier scolaire et concours, soit sur examen du dossier scolaire et entretien oral pour les élèves dits « grands admissibles » . Pour la rentrée 2021, il n'y a pas de changement pour les élèves issus de bac STI2D.
L'ENIT propose également une admission en première année décalée en janvier pour les bacheliers généraux ou S voulant se réorienter. Cette admission concerne les élèves ayant un rang de classement au concours Geipi Polytech qui leur aurait permis d'intégrer l'ENIT en septembre de la même année universitaire ou à ceux ayant eu une mention au baccalauréat. Ces étudiants sont admis en semestre 1* (cursus décalé d'une semestre) avec les redoublants de semestre 1 .
L'ENIT recrute également des étudiants chinois au niveau bac via le partenariat Asie-ENIT .

#### Admission en troisième année d’études
Le recrutement en troisième année concerne les élèves ayant fini leurs années de classe préparatoire aux grandes écoles (CPGE) scientifique (MP, PC, PSI, PT, TSI, ATS) ou de prépa INP, ainsi que les titulaires d'un bachelor universitaire de technologie (BUT) et d'une licence (L2/L3 ou professionnelle) correspondant à la spécialité de l'école . Depuis 2015, l'ENIT recrute aussi des étudiants venant du programme L2 PACES-TI « Préparation aux formations d'ingénieurs de Toulouse Ingénierie » via le concours Pass'Ingénieur. Il s'agit d'une passerelle accessible aux étudiants de première année commune aux études de santé (PACES) reçus-collés (première année validée mais concours d'entrée en médecine, odontologie, pharmacie, maïeutique, etc. échoués)[réf. souhaitée].
Pour les élèves issus de CPGE (10 % des admis), il s’agit d’une admission sur le concours e3a en banque de notes pour les MP, PC et PSI, sur le concours CCINP en banque de notes pour les TSI, sur la banque physique et technologie pour les PT, sur le concours adaptation technicien supérieur pour les ATS et à partir d'un classement pour les élèves de prépa INP (admission sur titres « AST ») ,,.
Les élèves issus de BUT (20 % des admis), BTS (7 % des admis), et licence 2, professionnelle ou PACES-TI (4 % des admis) sont également admis sur titres « AST » ,.
Les étudiants admis peuvent suivre la formation initiale et ainsi rejoindre les élèves présents depuis le bac. Il est également possible de suivre la formation par alternance, sous statut d'apprenti lorsque l'on rentre à bac+2. Elle est accessible aux titulaires d'un BUT ou d'une L3, ainsi qu'aux étudiants ayant effectué une CPGE .

## Recherche

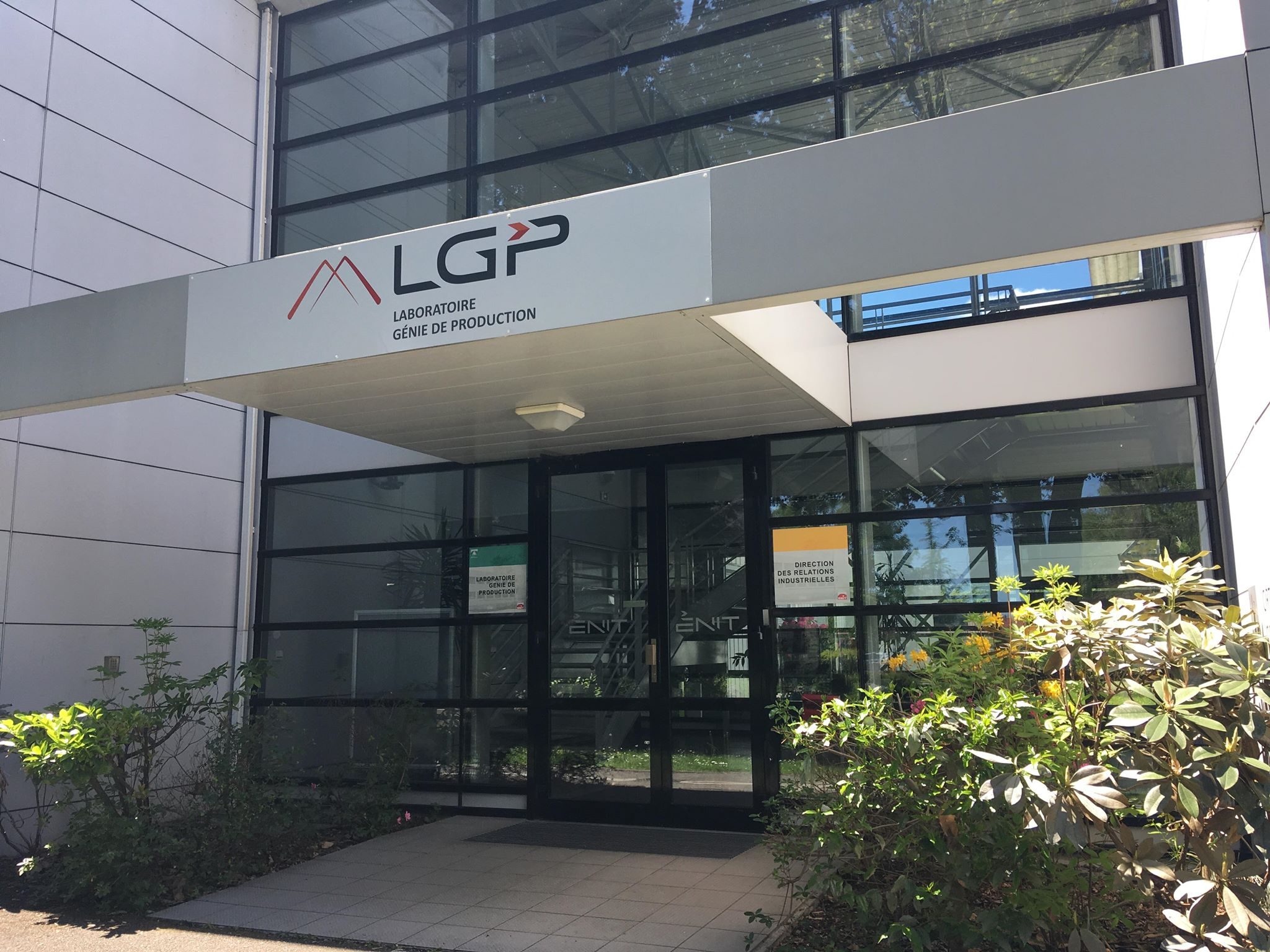
Entrée du laboratoire génie de production.

L'ENIT dispose d'un laboratoire de recherche : le laboratoire génie de production (LGP) . C'est un laboratoire pluridisciplinaire dont les recherches s’inscrivent dans le domaine des sciences et de l'ingénierie des systèmes : automatique, informatique, matériaux, mécanique, sciences et techniques de la production. Elle entrent dans le périmètre du domaine de recherche « maths, physique, nanosciences et STIC » du ministère de l'enseignement supérieur et de la recherche . 
Depuis 2021, le laboratoire est structuré en deux départements scientifiques, découpés en neuf groupes de recherche :
- Département scientifique « Mécanique Matériaux Procédés » [66] :
  - Groupe de recherche « Interfaces Matériaux, Polymères, Assemblages, Composites et Textiles » (IMPACT) ;
  - Groupe de recherche « Métallurgie, Mécanique, Structures, Endommagement » (M²SD) ;
  - Groupe de recherche « Tribologie, Matériaux & Mécanique des Procédés » (TM²P) ;
  - Groupe de recherche « Design, Durabilité, Procédé en FA SLM » (D²PAM) ;
- Département scientifique « Systèmes » [67] :
  - Groupe de recherche « Méthodologies pour la Conception et la Commande de Systèmes Mécatroniques et Robotiques pour l’Interaction » (MAVRICS) ;
  - Groupe de recherche « Pronostic & Management du Risque pour la Résilience des Systèmes » (PRiSM) ;
  - Groupe de recherche « Planification, Interopérabilité et Coordination pour la dynamique des Systèmes » (PICS) ;
  - Groupe de recherche « Efficacité des Systèmes de Conversion de l’Énergie Électrique » (e-ACE²) ;
  - Groupe de recherche « Ingénierie des Connaissances et des Expériences pour l’amélioration des processus, des systèmes et des organisations » (ICE) ;

Un axe transverse « Procédés Additifs Intelligents, de la Matière au Système (PAMS) » est créé pour fédérer et développer des travaux de recherche pluridisciplinaires .
Au 2e semestre 2022, le laboratoire comprend 53 enseignants-chercheurs : (19 professeurs des universités dont 1 professeur émérite et 34 maîtres de conférences dont 8 avec habilitation à diriger des recherches), 7 chercheurs postdoctoraux, 7 attachés temporaires d'enseignement et de recherche ainsi que 55 doctorants répartis dans ces groupes de recherche ,,.
L'école bénéficie également de plateformes de transfert de technologie qui permettent d'apporter des solutions concrètes aux problématiques des entreprises . Ces plateformes de transfert de technologie sont les suivantes : CIMMES (mécanique, matériaux, surfaces) , IDCE (information, décision, communication) , PRIMES (mécatronique de puissance, management de l'énergie) , Metallicadour (usinage, assemblage, robotisation des procédés) , CEF3D (fabrication additive) . Deux centres autres centres de transfert sont également accueillis par l'école : l'entreprise Technacol (ingénierie du collage)  et la halle Agromat du laboratoire de chimie agro-industrielle de Toulouse (transformation de matière végétale en agromatériaux) . Enfin, un nouveau bâtiment pour le laboratoire est opérationnel depuis fin 2019 : le centre de ressources et de transfert en composites innovants (CRTCI) .
L'ENIT est par ailleurs co-habilitée dans plusieurs formations doctorales en partenariat avec 6 écoles doctorales  :
- L'école doctorale Systèmes (ED SYS – 309) ;
- L'école doctorale Génie Électrique, Électronique, Télécommunications (ED GEET – 323) ;
- L'école doctorale Aéronautique Astronautique (ED AA – 467) ;
- L'école doctorale Mécanique, Energétique, Génie Civil & Procédés (ED MEGeP – 468) ;
- L'école doctorale Sciences de la Matière (ED SDM – 482) ;
- L'école doctorale des sciences exactes et leurs applications (ED SEA – 211) ;

## Relations avec l'international
L'ENIT dispose d'un réseau d'universités et d'écoles partenaires : une cinquantaine en Europe et une vingtaine dans le reste du monde. Plus de 60 % des étudiants diplômés de l'école ont eu une expérience à l'étranger (stage ou échange : Erasmus+, mobilité internationale de crédits, programmes FITEC  programme LACCEI, etc) pendant leur formation. Les étudiants de l'ENIT ont la possibilité de partir étudier dans une université étrangère en semestre 7, 8 ou 9 (4e ou 5e année). En partant en semestre 9, il est aussi possible d'obtenir un double diplôme ingénieur ENIT + université partenaire, selon le partenariat établi entre les 2 écoles . L'école bénéficie également du programme d'échange européen nommé european project semester (EPS). Elle est la seule école en France à proposer cet échange. C'est un projet industriel, réalisé par un groupe multiculturel et pluridisciplinaire d'étudiants dans l'une des universités européennes partenaires. La langue parlée est l'anglais, quel que soit le pays de destination. L'EPS est destiné aux élèves ENIT des semestres 6, 7, 8, 9 et 10 (3e à 5e année). Il peut remplacer le stage de 20 semaines des semestres 6 ou 10 ,. Enfin, il est aussi envisageable d'effectuer un ou plusieurs des trois stages proposés par l'ENIT à l'étranger, dans une entreprise ou un laboratoire de recherche. Les relations internationales de l'ENIT accompagnent l'élève dans cette démarche . Les personnels enseignants et administratifs ainsi que les doctorants liés au laboratoire peuvent réaliser des missions d'enseignement ou de formation dans le cadre du programme Erasmus+ mais également hors Europe.
De ce fait, l'ENIT accueille des étudiants étrangers venant de son réseau d'universités et école partenaires. Ces élèves peuvent alors suivre les cours de l'ENIT des semestres 7, 8 ou 9, à condition d'avoir un niveau B1 minimum en français. Selon les partenariats, il leur est également possible de venir afin d'obtenir un double diplôme à l'ENIT. Les étudiants peuvent également effectuer un european project semester à l'ENIT, en anglais. Enfin, ils peuvent également venir réaliser un stage de recherche ou un SPIR à l'ENIT, au sein du laboratoire génie de production .
| Pays               | Établissement                                                                   | Type d'accord                                                         |
| ------------------ | ------------------------------------------------------------------------------- | --------------------------------------------------------------------- |
| Allemagne          | Université Christian Albrecht de Kiel                                           | Erasmus - Cours en allemand / European project semester               |
| Allemagne          | Université des sciences appliquées d'Offenbourg                                 | Erasmus - Cours en anglais ou en allemand                             |
| Allemagne          | Université des sciences appliquées de Osnabrück                                 | Erasmus - Cours en anglais ou en allemand / European project semester |
| Allemagne          | Université des sciences appliquées d'Ostphalie                                  | Erasmus - Cours en anglais ou en allemand                             |
| Allemagne          | Fachhochschule de Münster                                                       | Erasmus - Cours en allemand                                           |
| Allemagne          | Rheinische Fachhochschule de Köln (Cologne)                                     | Erasmus - Cours en allemand                                           |
| Allemagne          | Université d'Ulm                                                                | Erasmus - Cours en anglais ou en allemand                             |
| Allemagne          | Université des sciences appliquées de Lübeck                                    | Erasmus - Cours en anglais                                            |
| Argentine          | Université nationale de Cuyo, Mendoza                                           | Semestre d'études ARFITEC / Double-diplôme - Cours en espagnol        |
| Argentine          | Université nationale de Rio Cuarto                                              | Semestre d'études ARFITEC - Cours en espagnol                         |
| Argentine          | Université nationale de Córdoba                                                 | Semestre d'études ARFITEC - Cours en espagnol                         |
| Argentine          | Université nationale du littoral de Santa Fe                                    | Semestre d'études ARFITEC - Cours en espagnol                         |
| Argentine          | Université technologique nationale, faculté régionale de Concepción del Uruguay | Semestre d'études ARFITEC - Cours en espagnol                         |
| Argentine          | Université nationale de Rosario                                                 | Semestre d'études ARFITEC - Cours en espagnol                         |
| Argentine          | Université nationale de La Plata                                                | Semestre d'études ARFITEC - Cours en espagnol                         |
| Argentine          | Université nationale du sud, à Bahía Blanca                                     | Semestre d'études ARFITEC - Cours en espagnol                         |
| Autriche           | Université des sciences appliquées de Sankt Pölten                              | European project semester                                             |
| Belgique           | Université de Liège                                                             | Erasmus - Cours en anglais                                            |
| Belgique           | Université de Mons                                                              | Erasmus - Cours en anglais                                            |
| Belgique           | Université d'Anvers                                                             | European project semester                                             |
| Belgique           | Artesis Hogeschool Anvers                                                       | European project semester                                             |
| Brésil             | Université d'État de Campinas                                                   | Semestre d'études BRAFITEC - Cours en portugais                       |
| Brésil             | Université fédérale de São João del-Rei                                         | Semestre d'études BRAFITEC - Cours en portugais                       |
| Brésil             | Université de Pernambouc                                                        | Semestre d'études BRAFITEC - Cours en portugais                       |
| Brésil             | Université d'État Paulista Júlio de Mesquita Filho                              | Semestre d'études BRAFITEC - Cours en portugais                       |
| Brésil             | Université fédérale de Santa Catarina                                           | Semestre d'études BRAFITEC - Cours en portugais                       |
| Brésil             | Sociedade Educacional de Santa Catarina                                         | Semestre d'études BRAFITEC - Cours en portugais                       |
| Brésil             | Université pontificale catholique du Rio Grande do Sul                          | Semestre d'études BRAFITEC - Cours en anglais ou en portugais         |
| Canada             | École de technologie supérieure de Montréal                                     | Semestre d'études - Cours en français                                 |
| Canada             | Université du Québec à Chicoutimi                                               | Semestre d'études / Double-diplôme - Cours en français                |
| Canada             | Université de Sherbrooke                                                        | Semestre d'études - Cours en français                                 |
| Colombie           | Université EAFIT de Medellín                                                    | Semestre d'études / Double-diplôme - Cours en espagnol                |
| Colombie           | École colombienne d’ingénierie Julio Garavito de Bogota                         | Semestre d'études - Cours en espagnol                                 |
| Colombie           | Escuela de Ingeniería de Antioquia                                              | Semestre d'études - Cours en espagnol                                 |
| Colombie           | Université d'Antioquia                                                          | Semestre d'études / Double-diplôme - Cours en espagnol                |
| Colombie           | Université La Sabana de Chía                                                    | Semestre d'études - Cours en espagnol                                 |
| Corée du Sud       | Université INHA (Incheon)                                                       | Semestre d'études - Cours en anglais                                  |
| Costa Rica         | Institution technologique de Costa Rica (TEC) - Cartago                         | Semestre d'études - Cours en espagnol                                 |
| Espagne            | Université de Burgos - Escuela Politecnica Superior                             | Erasmus - Cours en anglais ou en espagnol                             |
| Espagne            | Université de Castille-La Manche - ETSI Industriales                            | Erasmus - Cours en anglais ou en espagnol                             |
| Espagne            | Université polytechnique de Madrid - ETSI Caminos - ETSII                       | Erasmus - Cours en anglais ou en espagnol / European project semester |
| Espagne            | Université Charles-III de Madrid                                                | Erasmus - Cours en anglais ou en espagnol                             |
| Espagne            | Université de Mondragón - Escuela Politecnica Superior                          | Erasmus - Cours en anglais ou en espagnol                             |
| Espagne            | Université d'Oviedo - EPI Gijon                                                 | Erasmus - Cours en anglais ou en espagnol                             |
| Espagne            | Université de Cantabrie                                                         | Erasmus - Cours en espagnol                                           |
| Espagne            | Université de Séville                                                           | Erasmus - Cours en espagnol                                           |
| Espagne            | Université de Valence - ETSII                                                   | Erasmus - Cours en anglais ou en espagnol / European project semester |
| Espagne            | Université de Valladolid                                                        | Erasmus - Cours en anglais ou en espagnol                             |
| Espagne            | Université de Saragosse - EINA                                                  | Erasmus - Cours en anglais ou en espagnol                             |
| Espagne            | Université polytechnique de Catalogne                                           | European project semester                                             |
| Estonie            | Université de Technologie de Tallinn                                            | Erasmus - Cours en anglais                                            |
| Finlande           | Université des sciences appliquées HAMK - Campus de Hämeenlinna                 | Erasmus - Cours en anglais                                            |
|                    | Université des sciences appliquées Novia de Vaasa                               | European project semester                                             |
| Ghana              | Université technique de Takoradi                                                | Semestre d'études - Cours en anglais                                  |
| Hongrie            | Université de Miskolc                                                           | Erasmus - Cours en anglais                                            |
| Inde               | Institut indien de technologie de Kharagpur                                     | Semestre d'études - Cours en anglais                                  |
| Italie             | Université de Bologne                                                           | Erasmus - Cours en anglais ou en italien                              |
| Italie             | Université de Catane                                                            | Erasmus - Cours en anglais ou en italien                              |
| Italie             | Université de Padoue                                                            | Erasmus - Cours en anglais ou en italien                              |
| Italie             | Université de Palerme                                                           | Erasmus - Cours en anglais ou en italien                              |
| Italie             | Université de Parme                                                             | Erasmus - Cours en italien                                            |
| Japon              | Université de Kobe                                                              | Semestre d'études - Cours en anglais                                  |
| Lettonie           | Université technique de Riga                                                    | Erasmus - Cours en anglais                                            |
| Liban              | Université Saint-Joseph de Beyrouth                                             | Semestre d'études - Cours en français                                 |
| Lituanie           | Université de Kaunas                                                            | Erasmus - Cours en anglais                                            |
| Lituanie           | Université de Vilnius                                                           | Erasmus - Cours en anglais                                            |
| Macédoine          | Université Gotsé Deltchev de Chtip                                              | Erasmus - Cours en anglais                                            |
| Maroc              | Académie internationale Mohammed VI de l'aviation civile                        | Semestre d'études / Double diplôme - Cours en français                |
| Mexique            | Université autonome de Basse-Californie - Campus de Mexicali et d'Ensenada      | Semestre d'études MEXFITEC - Cours en espagnol                        |
| Mexique            | Université autonome de Puebla                                                   | Semestre d'études MEXFITEC - Cours en espagnol                        |
| Mexique            | Université de Guadalajara                                                       | Semestre d'études MEXFITEC - Cours en espagnol                        |
| Mexique            | Université autonome du Nuevo León                                               | Semestre d'études MEXFITEC - Cours en espagnol                        |
| Mexique            | Université autonome de Yucatán                                                  | Semestre d'études MEXFITEC - Cours en espagnol                        |
| Mexique            | Institut technologique d'Aguascalientes                                         | Semestre d'études MEXFITEC - Cours en espagnol                        |
| Mexique            | Institut technologique de Celaya                                                | Semestre d'études MEXFITEC - Cours en espagnol                        |
| Mexique            | Institut technologique de Hermosillo                                            | Semestre d'études MEXFITEC - Cours en espagnol                        |
| Norvège            | Université métropolitaine d'Oslo                                                | European project semester                                             |
| Pays-Bas           | Université des sciences appliquées Avans de Bois-le-Duc                         | Erasmus - Cours en anglais                                            |
| Pays-Bas           | Université de Groningue                                                         | Erasmus - Cours en anglais                                            |
| Pays-Bas           | Université des sciences appliquées Saxion, à Deventer                           | Erasmus - Cours en anglais / European project semester                |
| Pays-Bas           | Haute école de La Haye                                                          | European project semester                                             |
| Pays-Bas           | École des sciences de la vie, d'ingénierie et de design d'Enschede              | European project semester                                             |
| Pologne            | École polytechnique de Cracovie                                                 | Erasmus - Cours en anglais                                            |
| Pologne            | Université de technologie de Lublin                                             | Erasmus - Cours en anglais                                            |
| Pologne            | Université polytechnique de Łódź                                                | Erasmus - Cours en anglais / European project semester                |
| Portugal           | Institut supérieur d'ingénierie de Porto                                        | European project semester                                             |
| Portugal           | Université d'Aveiro                                                             | Erasmus - Cours en anglais                                            |
| République tchèque | Université Jan Evangelista, à Ústí nad Labem                                    | Erasmus - Cours en anglais                                            |
| République tchèque | Université technique de Liberec                                                 | Erasmus - Cours en anglais                                            |
| Roumanie           | Université polytechnique de Bucarest                                            | Erasmus - Cours en français ou en anglais / European project semester |
| Roumanie           | Académie technique militaire de Bucarest                                        | Erasmus - Cours en anglais                                            |
| Royaume-Uni        | Université de Glasgow                                                           | European project semester                                             |
| Royaume-Uni        | Université de Nottingham                                                        | European project semester                                             |
| Russie             | Université d'État de Saint-Pétersbourg                                          | Erasmus - Cours en anglais                                            |
| Slovaquie          | Université de Žilina                                                            | Erasmus - Cours en anglais                                            |
| Slovénie           | Université de Maribor                                                           | Erasmus - Cours en anglais                                            |
| Suède              | École polytechnique Chalmers - Université de Göteborg                           | Erasmus - Cours en anglais                                            |
| Suède              | Université de Linköping                                                         | Erasmus - Cours en anglais                                            |
| Suède              | Université de technologie de Luleå                                              | Erasmus - Cours en anglais                                            |

## Vie étudiante

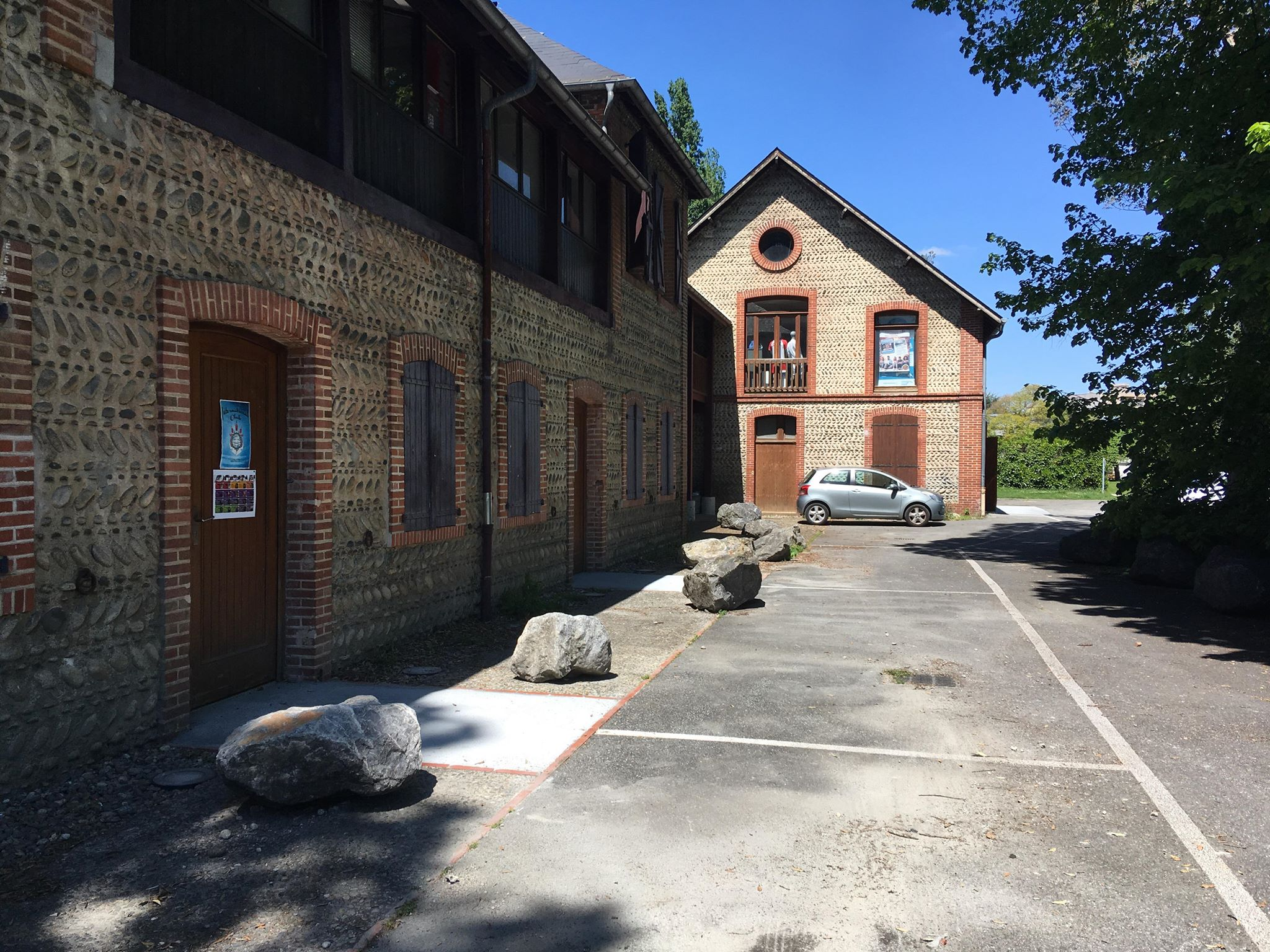
Maison des élèves et Foyer.

La vie à l'ENIT et à Tarbes est rythmée d'événements organisés par les différentes promotions. Parmi ces derniers, on peut citer : le gala de l'ENIT organisé par les 5e années , le rallye campus organisé par les 4e années , un festival électro nommé « Watt The Fest »  et la course de solex nommée « Les 6 heures de Tarbes » organisés par les 2e années , ainsi que différentes soirées parsemées dans l'année universitaire . D'autres événements sont organisés par les étudiants, toutes promotions confondues, comme l'Intégration des nouveaux élèves où les « Traditions » leur sont inculquées . 
Ensuite, des rencontres sportives permettent de réunir les étudiants de différentes écoles : les « Jeux Inter-ENI » pour les écoles du Groupe ENI , ou encore les « INP'iades » pour les écoles de Toulouse INP .
Les étudiants participent également chaque année à des actions humanitaires comme la collecte alimentaire de Tarbes, le nettoyage de l'Échez,, le 4L Trophy ou encore via Ingénieurs sans frontières Tarbes.

## Pour approfondir